# 1998 a jogalkotásban
1998-ban az alábbi jogszabályokat alkották meg:

## Magyarország (Forrás:Magyar Közlöny)

### Törvények (93)
- 1998. évi I. törvény 	 az Alkotmánybíróságról szóló 1989. évi XXXII. törvény módosításáról
- 1998. évi II. törvény 	 a sportról szóló 1996. évi LXIV. törvény módosításáról
- 1998. évi III. törvény 	 az országos népszavazásról és népi kezdeményezésről
- 1998. évi IV. törvény 	 a vállalkozás keretében végzett személy- és vagyonvédelmi, valamint a magánnyomozói tevékenység szabályairól, a Személy-, Vagyonvédelmi és Magánnyomozói Szakmai Kamaráról
- 1998. évi V. törvény 	 a helyi önkormányzatok 1998. évi új címzett támogatásáról
- 1998. évi VI. törvény 	 az egyének védelméről a személyes adatok gépi feldolgozása során, Strasbourgban, 1981. január 28. napján kelt Egyezmény kihirdetéséről
- 1998. évi VII. törvény 	 a Magyar Köztársaság és a Svájci Államszövetség között a szociális biztonságról szóló, 1996. június 4-én, Bernben aláírt Egyezmény kihirdetéséről
- 1998. évi VIII. törvény 	 a Magyar Köztársaság és Izrael Állam közötti Szabadkereskedelmi Megállapodás kihirdetéséről
- 1998. évi IX. törvény 	 az Általános Vám- és Kereskedelmi Egyezmény (GATT) keretében kialakított, a Kereskedelmi Világszervezetet létrehozó Marrakesh-i Egyezmény és mellékleteinek kihirdetéséről[1]
- 1998. évi X. törvény 	 a „Gyalogsági aknák alkalmazásának, felhalmozásának, gyártásának és átadásának betiltásáról, illetőleg megsemmisítéséről” szóló Egyezmény megerősítéséről és kihirdetéséről
- 1998. évi XI. törvény 	 az ügyvédekről
- 1998. évi XII. törvény 	 a külföldre utazásról
- 1998. évi XIII. törvény 	 a Munka Törvénykönyvéről szóló 1992. évi XXII. törvény módosításáról
- 1998. évi XIV. törvény 	 a közhasznú szervezetekről szóló 1997. évi CLVI. törvény módosításáról
- 1998. évi XV. törvény 	 a Gazdasági Együttműködési és Fejlesztési Szervezet (OECD) Konvenciójának, az ahhoz kapcsolódó jegyzőkönyveknek és a csatlakozási nyilatkozatnak a kihirdetéséről
- 1998. évi XVI. törvény 	 a Magyar Köztársaság és az Európai Beruházási Bank (EIB) közötti, az EIB magyarországi tevékenységére vonatkozó, Hongkongban, 1997. szeptember 22-én kelt Keretmegállapodás kihirdetéséről
- 1998. évi XVII. törvény 	 a vámjogról, a vámeljárásról, valamint a vámigazgatásról szóló 1995. évi C. törvény módosításáról
- 1998. évi XVIII. törvény 	 a távhőszolgáltatásról
- 1998. évi XIX. törvény 	 a büntetőeljárásról
- 1998. évi XX. törvény 	 a Magyar Köztársaság és a Török Köztársaság közötti Szabadkereskedelmi Megállapodás kihirdetéséről
- 1998. évi XXI. törvény 	 az országgyűlési képviselők tiszteletdíjáról, költségtérítéséről és kedvezményeiről szóló 1990. évi LVI. törvény módosításáról [2]
- 1998. évi XXII. törvény 	 a büntető jogszabályok módosításáról
- 1998. évi XXIII. törvény 	 a fiatalkorú munkavállalók munkajogi védelmére vonatkozó szabályok kiterjesztéséről a fiatalkorúak munkavégzésre irányuló egyéb jogviszonyok keretében történő foglalkoztatására
- 1998. évi XXIV. törvény 	 a jövedéki adóról és a jövedéki termékek forgalmazásának különös szabályairól szóló 1997. évi CIII. törvény módosításáról [2]
- 1998. évi XXV. törvény 	 az emberi felhasználásra kerülő gyógyszerekről
- 1998. évi XXVI. törvény 	 a fogyatékos személyek jogairól és esélyegyenlőségük biztosításáról
- 1998. évi XXVII. törvény 	 a géntechnológiai tevékenységről
- 1998. évi XXVIII. törvény 	 az állatok védelméről és kíméletéről
- 1998. évi XXIX. törvény 	 a helyi önkormányzati képviselők és polgármesterek választásáról szóló 1990. évi LXIV. törvény, valamint a választási eljárásról szóló 1997. évi C. törvény módosításáról
- 1998. évi XXX. törvény 	 a tűz elleni védekezésről, a műszaki mentésről és a tűzoltóságról szóló 1996. évi XXXI. törvény módosításáról
- 1998. évi XXXI. törvény 	 a sportról szóló 1996. évi LXIV. törvény módosításáról
- 1998. évi XXXII. törvény 	 az országgyűlési képviselők jogállásáról szóló 1990. évi LV. törvény módosításáról
- 1998. évi XXXIII. törvény 	 az adótörvények, a számviteli törvény és egyes más törvények módosításáról
- 1998. évi XXXIV. törvény 	 a kockázati tőkebefektetésekről, a kockázati tőketársaságokról, valamint a kockázati tőkealapokról
- 1998. évi XXXV. törvény 	 a társadalombiztosítási nyugellátásról szóló 1997. évi LXXXI. törvény módosításáról
- 1998. évi XXXVI. törvény 	 a Magyar Köztársaság minisztériumainak felsorolásáról
- 1998. évi XXXVII. törvény 	 az egészségügyről szóló 1997. évi CLIV. törvény módosításáról
- 1998. évi XXXVIII. törvény 	 a felsőoktatásról szóló 1993. évi LXXX. törvény módosításáról
- 1998. évi XXXIX. törvény 	 a társadalombiztosítás pénzügyi alapjainak és a társadalombiztosítás szerveinek állami felügyeletéről
- 1998. évi XL. törvény 	 a kincstári vagyonért való miniszteri felelősség rendjének megváltoztatásához szükséges törvénymódosításokról
- 1998. évi XLI. törvény 	 az államháztartásról szóló 1992. évi XXXVIII. törvény módosításáról
- 1998. évi XLII. törvény 	 az emberi jogok és alapvető szabadságok védelméről szóló Egyezmény tizenegyedik jegyzőkönyvének kihirdetéséről
- 1998. évi XLIII. törvény 	 az Európa Tanács kiváltságairól és mentességeiről szóló Általános Megállapodás Strasbourgban, 1996. március 5-én kelt Hatodik jegyzőkönyvének kihirdetéséről
- 1998. évi XLIV. törvény 	 az előadóművészek, a hangfelvétel-előállítók és a műsorsugárzó szervezetek védelméről szóló, 1961-ben, Rómában létrejött nemzetközi egyezmény kihirdetéséről
- 1998. évi XLV. törvény 	 a Magyar Köztársaság Kormánya, az Olasz Köztársaság Kormánya és a Szlovén Köztársaság Kormánya között Többnemzetiségű Szárazföldi Kötelék létrehozásáról, Udinében, 1998. április 18-án aláírt Egyezmény megerősítéséről és kihirdetéséről
- 1998. évi XLVI. törvény 	 a Magyar Köztársaság Kormánya és a Francia Köztársaság Kormánya között a honvédelem és a haditechnika területén kicserélt minősített információk és eszközök védelméről, Budapesten, 1998. február 23-án aláírt Egyezmény megerősítéséről és kihirdetéséről
- 1998. évi XLVII. törvény 	 a Magyar Köztársaság Kormánya és Románia Kormánya között a közös békefenntartó zászlóalj létrehozása tárgyában, Budapesten, 1998. március 20-án aláírt Megállapodás megerősítéséről és kihirdetéséről
- 1998. évi XLVIII. törvény 	 a Magyar Köztársaság 1997. évi költségvetésének végrehajtásáról
- 1998. évi XLIX. törvény 	 a határokat átlépő televíziózásról szóló, Strasbourgban, 1989. május 5-én kelt európai egyezmény kihirdetéséről
- 1998. évi L. törvény 	 az Egyesült Nemzetek Szervezete keretében a kábítószerek és pszichotrop anyagok tiltott forgalmazása elleni, 1988. december 20-án, Bécsben kelt Egyezmény kihirdetéséről
- 1998. évi LI. törvény 	 az Egyetemes Postaegyesület Alapokmánya 5. Pótjegyzőkönyvének kihirdetéséről
- 1998. évi LII. törvény 	 a Magyar Köztársaság Kormánya, valamint a Horvát Köztársaság Kormánya között Zágrábban, 1992. december 9-én aláírt, személyeknek a közös államhatáron történő átvételéről szóló Egyezmény kihirdetéséről
- 1998. évi LIII. törvény 	 a Magyar Köztársaság Kormánya és az Osztrák Köztársaság Kormánya között Salzburgban, 1992. október 9-én aláírt Egyezmény módosításáról szóló Megállapodás kihirdetéséről
- 1998. évi LIV. törvény 	 a Magyar Köztársaság és a Szlovák Köztársaság között a közös államhatár rendjéről és az együttműködésről szóló, Budapesten, 1995. június 28-án aláírt Szerződés kihirdetéséről
- 1998. évi LV. törvény 	 a Magyar Köztársaság és Ukrajna között a magyar-ukrán államhatár rendjéről, a határkérdésekben való együttműködésről és kölcsönös segítségnyújtásról szóló, Kijevben, 1995. május 19-én aláírt Szerződés kihirdetéséről
- 1998. évi LVI. törvény 	 a hadigondozásról szóló 1994. évi XLV. törvény módosításáról
- 1998. évi LVII. törvény 	 a helyi önkormányzatok címzett és céltámogatási rendszeréről szóló 1992. évi LXXXIX. törvény módosításáról
- 1998. évi LVIII. törvény 	 a közraktározásról szóló 1996. évi XLVIII. törvény módosításáról
- 1998. évi LIX. törvény 	 a jövedéki adóról és a jövedéki termékek forgalmazásának különös szabályairól szóló 1997. évi CIII. törvény módosításáról
- 1998. évi LX. törvény 	 az illetékekről szóló 1990. évi XCIII. törvény módosításáról
- 1998. évi LXI. törvény 	 a társasági adóról és az osztalékadóról szóló 1996. évi LXXXI. törvény módosításáról
- 1998. évi LXII. törvény 	 az adózás rendjéről szóló 1990. évi XCI. törvény módosításáról
- 1998. évi LXIII. törvény 	 a gépjárműadóról szóló 1991. évi LXXXII. törvény módosításáról
- 1998. évi LXIV. törvény 	 az általános forgalmi adóról szóló 1992. évi LXXIV. törvény módosításáról
- 1998. évi LXV. törvény 	 a személyi jövedelemadóról szóló 1995. évi CXVII. törvény módosításáról
- 1998. évi LXVI. törvény 	 az egészségügyi hozzájárulásról
- 1998. évi LXVII. törvény 	 a társadalombiztosítás ellátásaira és a magánnyugdíjra jogosultakról, valamint e szolgáltatások fedezetéről szóló 1997. évi LXXX. törvény módosításáról
- 1998. évi LXVIII. törvény 	 a kötelező egészségbiztosítás ellátásairól szóló 1997. évi LXXXIII. törvény módosításáról
- 1998. évi LXIX. törvény 	 a környezetvédelmi termékdíjról, továbbá egyes termékek környezetvédelmi termékdíjáról szóló 1995. évi LVI. törvény módosításáról
- 1998. évi LXX. törvény 	 a társadalombiztosítás pénzügyi alapjai 1997. évi költségvetésének végrehajtásáról
- 1998. évi LXXI. törvény 	 az igazságszolgáltatással kapcsolatos egyes törvények módosításáról
- 1998. évi LXXII. törvény 	 a külföldiek önálló vállalkozóként történő gazdasági célú letelepedéséről
- 1998. évi LXXIII. törvény 	 a közúti közlekedésről szóló 1988. évi I. törvény módosításáról
- 1998. évi LXXIV. törvény 	 a frekvenciagazdálkodásról szóló 1993. évi LXII. törvény módosításáról
- 1998. évi LXXV. törvény 	 a Magyar Köztársaság Kormánya és a Szlovák Köztársaság Kormánya között az 1994. évi Bécsi Dokumentumot kiegészítő bizalom- és biztonságerősítő intézkedésekről és a katonai kapcsolatok fejlesztéséről szóló, Pozsonyban, 1998. február 4-én aláírt Megállapodás megerősítéséről és kihirdetéséről
- 1998. évi LXXVI. törvény 	 a Magyar Köztársaság Kormánya és a Szlovák Köztársaság Kormánya között a repülő és légvédelmi szakterületeken történő katonai együttműködésről szóló, Pozsonyban, 1998. február 4-én aláírt Megállapodás megerősítéséről és kihirdetéséről
- 1998. évi LXXVII. törvény 	 a társadalombiztosítási nyugellátásról szóló 1997. évi LXXXI. törvény módosításáról
- 1998. évi LXXVIII. törvény 	 a vad védelméről, a vadgazdálkodásról, valamint a vadászatról szóló 1996. évi LV. törvény módosításáról
- 1998. évi LXXIX. törvény 	 a Munka Törvénykönyvéről szóló 1992. évi XXII. törvény módosításáról
- 1998. évi LXXX. törvény 	 az államtitokról és a szolgálati titokról szóló 1995. évi LXV. törvény módosításáról
- 1998. évi LXXXI. törvény 	 az olimpiai bajnoki járadékról szóló 1997. évi XXII. törvény módosításáról
- 1998. évi LXXXII. törvény 	 a gazdasági társaságokról szóló 1997. évi CXLIV. törvény módosításáról
- 1998. évi LXXXIII. törvény 	 az Országos Rádió és Televízió Testület 1998. évi költségvetéséről
- 1998. évi LXXXIV. törvény 	 a családok támogatásáról, egységes szerkezetben a végrehajtásáról szóló 223/1998. (XII. 30.) Korm. rendelettel
- 1998. évi LXXXV. törvény 	 a Nemzeti Biztonsági Felügyeletről
- 1998. évi LXXXVI. törvény 	 a miniszterek feladat- és hatáskörének változásával, valamint az Ifjúsági és Sportminisztérium létrehozásával összefüggésben szükséges törvénymódosításokról
- 1998. évi LXXXVII. törvény 	 a büntető jogszabályok módosításáról
- 1998. évi LXXXVIII. törvény 	 a büntetőeljárásról szóló 1973. évi I. törvény módosításáról
- 1998. évi LXXXIX. törvény 	 a honvédelmet érintő egyes törvények módosításáról
- 1998. évi XC. törvény 	 a Magyar Köztársaság 1999. évi költségvetéséről
- 1998. évi XCI. törvény 	 a társadalombiztosítás pénzügyi alapjainak 1999. évi költségvetéséről
- 1998. évi XCII. törvény 	 az Országos Rádió és Televízió Testület 1999. évi költségvetéséről
- 1998. évi XCIII. törvény 	 az Adó- és Pénzügyi Ellenőrzési Hivatal egyes feladatairól

### Országgyűlési határozatok (94)

#### Február
- 1/1998. (II. 11.) OGY határozat a Magyar Köztársaság és a Fülöp-szigeteki Köztársaság között a kettős adóztatás elkerüléséről és az adóztatás kijátszásának megakadályozásáról a jövedelemadók területén Budapesten, 1997. június 13-án aláírt Egyezmény megerősítéséről
- 2/1998. (II. 11.) OGY határozat az 1997. november 3-ra, Budapestre bejelentett és a gyülekezési jogról szóló 1989. évi III. törvény 8. §-ának (1) és 9. §-ának (2) bekezdésében foglaltak szerint betiltott rendezvénnyel kapcsolatos kérdéseket vizsgáló bizottság tagjainak megválasztásáról
- 3/1998. (II. 11.) OGY határozat az Országgyűlés bizottságainak létrehozásáról, tisztségviselőinek és tagjainak megválasztásáról szóló 62/1994. (XI. 23.) OGY határozat módosításáról
- 4/1998. (II. 18.) OGY határozat a népszavazás eredményéről
- 5/1998. (II. 18.) OGY határozat az 1998. évben a két- és többoldalú megállapodások alapján tervezett, országgyűlési hozzájárulást igénylő csapatmozgásokról, illetve a hazai gyakorló- és lőterek külföldiek által, térítés ellenében történő igénybevételéről
- 6/1998. (II. 18.) OGY határozat a Magyar Köztársaság és a NATO közötti 1998. évi Egyéni Partnerségi Program tervezetének jóváhagyásáról
- 7/1998. (II. 18.) OGY határozat a Magyar Távirati Iroda Részvénytársaság létrehozásáról szóló 70/1997. (VII. 15.) OGY határozat módosításáról
- 8/1998. (II. 18.) OGY határozat az Országgyűlés bizottságainak létrehozásáról, tisztségviselőinek és tagjainak megválasztásáról szóló 62/1994. (XI. 23.) OGY határozat módosításáról
- 9/1998. (II. 18.) OGY határozat az 1998. évi országgyűlési képviselőválasztás kampányának költségvetési támogatásáról
- 10/1998. (II. 18.) OGY határozat mentelmi jog fenntartásáról
- 11/1998. (II. 20.) OGY határozat az Irakra vonatkozó ENSZ határozatok érvényesítését célzó nemzetközi fellépésben történő magyar közreműködésről
- 12/1998. (II. 27.) OGY határozat az Országgyűlés bizottságainak létrehozásáról, tisztségviselőinek és tagjainak megválasztásáról szóló 62/1994. (XI. 23.) OGY határozat módosításáról
- 13/1998. (II. 27.) OGY határozat a Magyar Köztársaság és az Albán Köztársaság között a beruházások ösztönzéséről és kölcsönös védelméről Tiranában, 1996. január 24-én aláírt Megállapodás megerősítéséről
- 14/1998. (II. 27.) OGY határozat a Magyar Köztársaság és a Horvát Köztársaság között a kettős adóztatás elkerüléséről a jövedelem- és a vagyonadók területén Barcson, 1996. augusztus 30-án aláírt Egyezmény megerősítéséről
- 15/1998. (II. 27.) OGY határozat a Magyar Köztársaság és a Szingapúri Köztársaság között a beruházások ösztönzéséről és védelméről Szingapúrban, 1997. április 17-én aláírt Megállapodás megerősítéséről
- 16/1998. (II. 27.) OGY határozat a Magyar Köztársaság és a Szingapúri Köztársaság között a kettős adóztatás elkerüléséről és az adóztatás kijátszásának megakadályozásáról a jövedelemadók területén Szingapúrban, 1997. április 17-én aláírt Megállapodás és az azt kiegészítő Jegyzőkönyv megerősítéséről
- 17/1998. (II. 27.) OGY határozat a Magyar Köztársaság és a Szlovén Köztársaság között a beruházások kölcsönös védelméről és ösztönzéséről Budapesten, 1996. október 15-én aláírt Megállapodás megerősítéséről

#### Március
- 18/1998. (III. 6.) OGY határozat a délszláv helyzet stabilizálása érdekében az SFOR erőket felváltó erők tevékenységének elősegítéséről és ebben a magyar műszaki kontingens részvételéről
- 19/1998. (III. 6.) OGY határozat a Genfben, 1997. június 17-én, a Nemzetközi Munkaügyi Szervezet által elfogadott, a Nemzetközi Munkaügyi Szervezet alapszabályának módosításáról szóló okirat megerősítéséről
- 20/1998. (III. 6.) OGY határozat a Genfben, 1973. június 26-án, a Nemzetközi Munkaügyi Szervezet által elfogadott, a foglalkoztatás alsó korhatáráról szóló 138. számú egyezmény megerősítéséről
- 21/1998. (III. 6.) OGY határozat a Nemzetközi Atomenergia Ügynökség keretében a kiégett fűtőelemek kezelésének biztonságáról és a radioaktív hulladékok kezelésének biztonságáról létrehozott közös egyezmény megerősítéséről
- 22/1998. (III. 6.) OGY határozat a Magyar Köztársaság és a Horvát Köztársaság között 1995. december 7-én, Budapesten aláírt békéltetési és választottbírósági Szerződés megerősítéséről
- 23/1998. (III. 11.) OGY határozat az országos népszavazás kezdeményezésének elutasításáról
- 24/1998. (III. 11.) OGY határozat a biztosítási önkormányzatok alapszabályának és a felügyelő bizottságok ügyrendjének jóváhagyásáról
- 25/1998. (III. 11.) OGY határozat a Magyar Köztársaság Országgyűlésének Házszabályáról szóló 46/1994. (IX. 30.) OGY határozat módosításáról
- 26/1998. (III. 11.) OGY határozat a nemzeti és etnikai kisebbségi szervezetek költségvetési támogatásáról
- 27/1998. (III. 18.) OGY határozat az Egyetemes Postaegyesület XXI. Kongresszusán aláírt 5. Pótjegyzőkönyv (Szöul, 1994.) megerősítéséről
- 28/1998. (III. 18.) OGY határozat az Európai Energia Charta Egyezmény, Döntések az Energia Charta Egyezmény tekintetében, az Energiahatékonyságról és a kapcsolódó környezeti vonatkozásokról szóló Energia Charta Jegyzőkönyv, valamint az Európai Energia Charta Konferencia Záróokmánya megerősítéséről
- 29/1998. (III. 18.) OGY határozat a Magyar Köztársaság Kormánya és a Collegium Budapest között a Collegium Budapest státusáról és pénzügyi mentességeiről szóló Megállapodás megerősítéséről
- 30/1998. (III. 18.) OGY határozat  a Szellemi Tulajdon Világszervezetében létrejött Védjegyjogi Szerződés megerősítéséről
- 31/1998. (III. 18.) OGY határozat a Magyar Köztársaság Kormánya és a Európai Adóigazgatások Szervezete (IOTA) között a Szervezet magyarországi jogállásáról, kiváltságairól és mentességeiről Casta Papiernicka-ban, 1997. október 2-án aláírt Megállapodás megerősítéséről
- 32/1998. (III. 18.) OGY határozat az Alkotmánybíróság két tagjának megválasztásáról
- 33/1998. (III. 18.) OGY határozat az Országos Választási Bizottság tagjainak megválasztásáról
- 34/1998. (III. 18.) OGY határozat a társadalmi szervezetek költségvetési támogatásának elosztásáról
- 35/1998. (III. 20.) OGY határozat az Országos Területfejlesztési Koncepcióról
- 36/1998. (III. 23.) OGY határozat a rádió és televízió testületek tisztségviselőinek és tagjainak megválasztásáról szóló 13/1996. (III. 1.) OGY határozat módosításáról
- 37/1998. (III. 23.) OGY határozat mentelmi jog fenntartásáról

#### Június
- 38/1998. (VI. 26.) OGY határozat az Országgyűlés tisztségviselőinek megválasztásáról
- 39/1998. (VI. 29.) OGY határozat az Országgyűlés bizottságainak létrehozásáról, tisztségviselőinek és tagjainak megválasztásáról

#### Július
- 40/1998. (VII. 3.) OGY határozat az Országgyűlés bizottságainak létrehozásáról, tisztségviselőinek és tagjainak megválasztásáról szóló 39/1998. (VI. 29.) OGY határozat módosításáról
- 41/1998. (VII. 3.) OGY határozat az Interparlamentáris Unió Magyar Nemzeti Csoportjának megalakulásáról
- 42/1998. (VII. 6.) OGY határozat a miniszterelnök megválasztásáról
- 43/1998. (VII. 10.) OGY határozat a családi támogatások átalakításáról
- 44/1998. (VII. 10.) OGY határozat az Országgyűlés bizottságainak létrehozásáról, tisztségviselőinek és tagjainak megválasztásáról szóló 39/1998. (VI. 29.) OGY határozat módosításáról
- 45/1998. (VII. 10.) OGY határozat mentelmi jog fenntartásáról
- 46/1998. (VII. 10.) OGY határozat mentelmi jog fenntartásáról
- 47/1998. (VII. 10.) OGY határozat mentelmi jog fenntartásáról

#### Szeptember
- 48/1998. (IX. 11.) OGY határozat az Országgyűlés bizottságainak létrehozásáról, tisztségviselőinek és tagjainak megválasztásáról szóló 39/1998. (VI. 29.) OGY határozat módosításáról
- 49/1998. (IX. 11.) OGY határozat mentelmi jog fenntartásáról
- 50/1998. (IX. 11.) OGY határozat mentelmi jog felfüggesztéséről
- 51/1998. (IX. 23.) OGY határozat az állampolgári jogok országgyűlési biztosának és általános helyettesének tevékenységéről szóló beszámoló elfogadásáról
- 52/1998. (IX. 23.) OGY határozat az adatvédelmi biztos beszámolójának elfogadásáról
- 53/1998. (IX. 23.) OGY határozat a nemzeti és etnikai kisebbségi jogok országgyűlési biztosának tevékenységéről szóló beszámoló elfogadásáról
- 54/1998. (IX. 23.) OGY határozat az Országgyűlés bizottságainak létrehozásáról, tisztségviselőinek és tagjainak megválasztásáról szóló 39/1998. (VI. 29.) OGY határozat módosításáról
- 55/1998. (IX. 29.) OGY határozat az Országgyűlés bizottságainak létrehozásáról, tisztségviselőinek és tagjainak megválasztásáról szóló 39/1998. (VI. 29.) OGY határozat módosításáról
- 56/1998. (IX. 29.) OGY határozat az OECD tagállamai, valamint Argentína, Brazília, Bulgária, Chile és Szlovákia által Párizsban, 1997. november 21-én elfogadott, a külföldi hivatalos személyek megvesztegetése elleni küzdelemről szóló Egyezmény megerősítéséről
- 57/1998. (IX. 29.) OGY határozat a Szellemi Tulajdon Világszervezete Szerzői Jogi Szerződésének, valamint az előadásokról és a hangfelvételekről szóló Szerződésének a megerősítéséről

#### Október
- 58/1998. (X. 2.) OGY határozat az emberi jogok és alapvető szabadságok védelméről szóló Egyezmény egységes szerkezetbe foglalt szövegének közzétételéről
- 59/1998. (X. 15.) OGY határozat a Magyar Köztársaság hozzájárulásáról a koszovói válság megoldását célzó NATO-fellépéshez
- 60/1998. (X. 21.) OGY határozat az Országgyűlés bizottságainak létrehozásáról, tisztségviselőinek és tagjainak megválasztásáról szóló 39/1998. (VI. 29.) OGY határozat módosításáról
- 61/1998. (X. 30.) OGY határozat a délszláv helyzet stabilizálása érdekében az SFOR erőket felváltó erők tevékenységének elősegítéséről és ebben a magyar műszaki kontingens részvételéről szóló 18/1998. (III. 6.) OGY határozat módosításáról

#### November
- 62/1998. (XI. 6.) OGY határozat a Magyar Köztársaság Kormánya és a Francia Köztársaság Kormánya között személyeknek az államhatáron történő átvételéről szóló, Párizsban, 1996. december 16-án aláírt Egyezmény megerősítéséről
- 63/1998. (XI. 6.) OGY határozat a Magyar Köztársaság Kormánya és a Németországi Szövetségi Köztársaság Kormánya között személyeknek az államhatáron történő átadásáról-átvételéről szóló, Budapesten, 1997. december 1-jén aláírt Egyezmény megerősítéséről
- 64/1998. (XI. 6.) OGY határozat a Magyar Köztársaság Kormánya és az Olasz Köztársaság Kormánya között személyeknek az államhatáron történő visszafogadásáról szóló, Budapesten, 1997. május 20. napján aláírt Egyezmény megerősítéséről
- 65/1998. (XI. 11.) OGY határozat az Országgyűlés bizottságainak létrehozásáról, tisztségviselőinek és tagjainak megválasztásáról szóló 39/1998. (VI. 29.) OGY határozat módosításáról
- 66/1998. (XI. 11.) OGY határozat a rádió és televízió testületek tisztségviselőinek és tagjainak megválasztásáról szóló 13/1996. (III. 1.) OGY határozat módosításáról
- 67/1998. (XI. 13.) OGY határozat a Bolgár Köztársaság Közép-Európai Szabadkereskedelmi Megállapodáshoz történő csatlakozásáról szóló Megállapodás megerősítéséről
- 68/1998. (XI. 23.) OGY határozat az Adó- és Pénzügyi Ellenőrzési Hivatal működése és felügyelete során felmerült aggályok kivizsgálására irányuló parlamenti vizsgálóbizottság felállításáról
- 69/1998. (XI. 23.) OGY határozat a politikusokról és más közéleti személyiségekről, valamint azok családtagjairól az előző parlamenti ciklusban folytatott törvénytelen és titkos adatgyűjtést vizsgáló bizottság felállításáról
- 70/1998. (XI. 23.) OGY határozat a Kellő körültekintéssel járt-e el a Kormány a hatáskörébe tartozó személyi kérdésekben, különös tekintettel olyan személyek kinevezésére, akikkel kapcsolatban tisztázatlan, kétes gazdasági összefüggések merültek fel? kérdést vizsgáló bizottság felállításáról
- 71/1998. (XI. 23.) OGY határozat mentelmi jog felfüggesztéséről
- 72/1998. (XI. 27.) OGY határozat az Országgyűlés bizottságainak létrehozásáról, tisztségviselőinek és tagjainak megválasztásáról szóló 39/1998. (VI. 29.) OGY határozat módosításáról

#### December
- 73/1998. (XII. 4.) OGY határozat a Bosznia-Hercegovinában az SFOR erők keretében felállítandó Többnemzetiségű Speciális Alakulatban (MSU) való magyar katonai részvételről
- 74/1998. (XII. 4.) OGY határozat mentelmi jog fenntartásáról
- 75/1998. (XII. 4.) OGY határozat mentelmi jog fenntartásáról
- 76/1998. (XII. 4.) OGY határozat mentelmi jog felfüggesztéséről
- 77/1998. (XII. 16.) OGY határozat a Magyar Köztársaságnak az Európa Tanács Társadalomfejlesztési Alapjához történő csatlakozásával összefüggésben az Európa Tanács kiváltságairól és mentességeiről szóló, Párizsban, 1949. szeptember 2-án kelt Általános Megállapodás Harmadik Kiegészítő Jegyzőkönyvének megerősítéséről
- 78/1998. (XII. 16.) OGY határozat a Magyar Köztársaság és az Észt Köztársaság közötti Szabadkereskedelmi Megállapodás megerősítéséről
- 79/1998. (XII. 16.) OGY határozat a Magyar Köztársaság és Mongólia között a baráti kapcsolatokról és az együttműködésről szóló, Budapesten, 1998. január 28-án aláírt Szerződés megerősítéséről
- 80/1998. (XII. 16.) OGY határozat az ítélőtáblák és a fellebbviteli főügyészségek felállításával kapcsolatos feladatokról
- 81/1998. (XII. 26.) OGY határozat a Magyar Köztársaság kvótájának megemeléséről a Nemzetközi Valutaalapban
- 82/1998. (XII. 26.) OGY határozat a területfejlesztési támogatások és a decentralizáció elveiről, a kedvezményezett területek besorolásának feltételrendszeréről szóló 30/1997. (IV. 18.) OGY határozat módosításáról
- 83/1998. (XII. 26.) OGY határozat a gazdasági kamarákra vonatkozó törvényi szabályozás felülvizsgálatáról
- 84/1998. (XII. 26.) OGY határozat a Magyar Nemzeti Bank Felügyelő Bizottsága elnökének és további három tagjának választásáról
- 85/1998. (XII. 26.) OGY határozat a Magyar Televízió, a Magyar Rádió és a Hungária Televízió Közalapítványok kiegészítő támogatásáról
- 86/1998. (XII. 26.) OGY határozat az Országgyűlés bizottságainak létrehozásáról, tisztségviselőinek és tagjainak megválasztásáról szóló 39/1998. (VI. 29.) OGY határozat módosításáról
- 87/1998. (XII. 26.) OGY határozat Szárliget község Fejér megyéből Komárom-Esztergom megyéhez csatolásáról
- 88/1998. (XII. 26.) OGY határozat mentelmi jog fenntartásáról
- 89/1998. (XII. 26.) OGY határozat mentelmi jog fenntartásáról
- 90/1998. (XII. 29.) OGY határozat az Alkotmánybíróság három tagjának megválasztásáról
- 91/1998. (XII. 29.) OGY határozat az Országgyűlés bizottságainak létrehozásáról, tisztségviselőinek és tagjainak megválasztásáról szóló 39/1998. (VI. 29.) OGY határozat módosításáról
- 92/1998. (XII. 29.) OGY határozat a Magyar Távirati Iroda Rt. Tulajdonosi Tanácsadó Testülete tisztségviselőinek és tagjainak megválasztásáról szóló 76/1997. (VII. 18.) OGY határozat módosításáról és kiegészítéséről
- 93/1998. (XII. 29.) OGY határozat a rádió és televízió testületek tisztségviselőinek és tagjainak megválasztásáról szóló 13/1996. (III. 1.) OGY határozat módosításáról és kiegészítéséről
- 94/1998. (XII. 29.) OGY határozat a Magyar Köztársaság biztonság- és védelempolitikájának alapelveiről

### Kormányrendeletek

#### Január (1−18)
- 1/1998. (I. 12.) Korm. rendelet 	 a Magyar Köztársaság Kormánya és a Kínai Népköztársaság Kormánya között Budapesten, 1993. szeptember 15-én aláírt légiközlekedési megállapodás kihirdetéséről
- 2/1998. (I. 12.) Korm. rendelet 	 az állami vezetői juttatások jogosultsági feltételeiről szóló 131/1997. (VII. 24.) Korm. rendelet módosításáról
- 3/1998. (I. 12.) Korm. rendelet 	 a lakáscélú támogatásokról szóló 106/1988. (XII. 26.) MT rendelet módosításáról
- 4/1998. (I. 16.) Korm. rendelet 	 a magyar légtér igénybevételéről
- 5/1998. (I. 23.) Korm. rendelet 	 a Magyar Köztársaság Kormánya és az Észt Köztársaság Kormánya között a terrorizmus, a kábítószer tiltott forgalma és a szervezett bűnözés elleni harcban történő együttműködésről szóló, Budapesten, 1997. május 13-án aláírt Megállapodás kihirdetéséről
- 6/1998. (I. 23.) Korm. rendelet 	 a Magyar Köztársaság Kormánya és a Lett Köztársaság Kormánya között a terrorizmus, a kábítószer tiltott forgalma és a szervezett bűnözés elleni harcban történő együttműködésről szóló, Rigában, 1997. március 6-án aláírt Megállapodás kihirdetéséről
- 7/1998. (I. 23.) Korm. rendelet 	 az Európa Tanács keretében 1992. október 2-án létrejött európai filmkoprodukciós egyezmény kihirdetéséről
- 8/1998. (I. 23.) Korm. rendelet 	 a védett állatfajok védelmére, tartására, bemutatására és hasznosítására vonatkozó részletes szabályokról
- 9/1998. (I. 23.) Korm. rendelet 	 a helyi önkormányzatok címzett és céltámogatásának, a céljellegű decentralizált támogatásának igénybejelentési, döntéselőkészítési és elszámolási rendjéről, valamint a Magyar Államkincstár finanszírozási, elszámolási és ellenőrzési feladatairól, továbbá a Magyar Államkincstár Területi Igazgatóságai feladatairól
- 10/1998. (I. 28.) Korm. rendelet 	 a Magyar Köztársaság Kormánya és a Svéd Királyság Kormánya között a szervezett bűnözés, a kábítószerek és pszichotróp anyagok illegális kereskedelme, a terrorizmus és a súlyos bűncselekmények más formái elleni küzdelemben való együttműködés tárgyában kötött, Budapesten, 1997. április 23-án aláírt Megállapodás kihirdetéséről
- 11/1998. (I. 30.) Korm. rendelet 	 a Magyar Köztársaság Kormánya és a Szlovák Köztársaság Kormánya között Budapesten, 1997. január 28-án aláírt, a nemzetközi kombinált áruszállításról szóló Egyezmény kihirdetéséről
- 12/1998. (I. 30.) Korm. rendelet 	 a Magyar Köztársaság Kormánya és a Kirgiz Köztársaság Kormánya között a diplomata- és szolgálati útlevéllel rendelkező állampolgáraik számára a vízummentes rendszer bevezetéséről szóló Megállapodás kihirdetéséről
- 13/1998. (I. 30.) Korm. rendelet 	 az egészségügy társadalombiztosítási finanszírozásának egyes kérdéseiről szóló 103/1995. (VIII. 25.) Korm. rendelet módosításáról
- 14/1998. (I. 30.) Korm. rendelet 	 a közoktatásról szóló 1993. évi LXXIX. törvény végrehajtásáról tárgyú 20/1997. (II. 13.) Korm. rendelet módosításáról
- 15/1998. (I. 30.) Korm. rendelet 	 a családi pótlékról és a családok támogatásáról szóló 1990. évi XXV. törvény végrehajtásáról rendelkező 68/1995. (VI. 17.) Korm. rendelet módosításáról
- 16/1998. (I. 30.) Korm. rendelet 	 a fejezeti kezelésű előirányzatok és az elkülönített állami pénzalapok egymáshoz kapcsolódó célú, rendeltetésű előirányzatainak összehangolt felhasználásának szabályairól szóló 263/1997. (XII. 21.) Korm. rendelet módosításáról
- 17/1998. (I. 30.) Korm. rendelet 	 a közalkalmazottak jogállásáról szóló 1992. évi XXXIII. törvény szociális, egészségügyi, család-, gyermek- és ifjúságvédelmi ágazatban történő végrehajtásáról szóló 113/1992. (VII. 14.) Korm. rendelet módosításáról
- 18/1998. (I. 30.) Korm. rendelet 	 a Kiváló és Érdemes Művészi járadék folyósításáról

#### Február (19−36)
- 19/1998. (II. 4.) Korm. rendelet 	 a területfejlesztés kedvezményezett területeinek jegyzékéről
- 20/1998. (II. 6.) Korm. rendelet 	 az országgyűlési egyéni és területi választókerületek megállapításáról szóló 2/1990. (I. 11.) MT rendelet módosításáról
- 21/1998. (II. 13.) Korm. rendelet 	 a Magyar Köztársaság Pénzügyminisztériuma és az Osztrák Köztársaság Szövetségi Pénzügyminisztériuma között az 1995. november 24-én, illetve az 1997. július 2-án aláírt Jegyzőkönyvekkel módosított, a Magyar Népköztársaság Pénzügyminisztériuma és az Osztrák Köztársaság Szövetségi Pénzügyminisztériuma között 1961. január 17-én aláírt, a határon átmenő közúti áruforgalommal kapcsolatos illetékeljárásról szóló Megállapodásnak a módosításokkal egységes szerkezetben történő kihirdetéséről szóló 127/1997. (VII. 24.) Korm. rendelet módosításáról
- 22/1998. (II. 13.) Korm. rendelet 	 a Balaton és a parti zóna nádasainak védelméről, valamint az ezeken folytatott nádgazdálkodás szabályairól
- 23/1998. (II. 13.) Korm. rendelet 	 a tandíjhitelhez kapcsolódó állami kezesség vállalásának és érvényesítésének feltételeiről
- 24/1998. (II. 18.) Korm. rendelet 	 a menekültügyi eljárás részletes szabályairól, továbbá a kérelmezők, a menedékesek és a befogadottak okmányairól
- 25/1998. (II. 18.) Korm. rendelet 	 a menedékjogról szóló 1997. évi CXXXIX. törvény hatálya alá tartozó külföldiek ellátásáról és támogatásáról
- 26/1998. (II. 18.) Korm. rendelet 	 a külföldiek beutazásáról, magyarországi tartózkodásáról és bevándorlásáról szóló 1993. évi LXXXVI. törvény végrehajtására kiadott 64/1994. (IV. 30.) Korm. rendelet módosításáról
- 27/1998. (II. 18.) Korm. rendelet 	 a programfinanszírozás körébe vont fejezeti kezelésű előirányzatok megtervezéséről, az ezek felhasználásával megvalósuló kiadások finanszírozásának rendjéről szóló 208/1996. (XII. 23.) Korm. rendelet módosításáról
- 28/1998. (II. 18.) Korm. rendelet 	 az 1998. évi területfejlesztési célelőirányzat és a területi kiegyenlítést szolgáló fejlesztési célú támogatás megyék közti felosztásáról
- 29/1998. (II. 18.) Korm. rendelet 	 a műszaki felsőoktatás alapképzési szakjainak képesítési követelményeiről szóló 157/1996. (X. 22.) Korm. rendelet módosításáról
- 30/1998. (II. 20.) Korm. rendelet 	 a központosított közbeszerzési eljárás körébe tartozó, népjóléti fejezeti szinten kiemelt termékek állami normatíváiról szóló 264/1997. (XII. 21.) Korm. rendelet módosításáról
- 31/1998. (II. 25.) Korm. rendelet 	 a területfejlesztési célelőirányzat felhasználásának részletes szabályairól
- 32/1998. (II. 25.) Korm. rendelet 	 a területi kiegyenlítést szolgáló fejlesztési célú támogatások felhasználásának részletes szabályairól
- 33/1998. (II. 25.) Korm. rendelet 	 a központosított közbeszerzés körébe tartozó országosan kiemelt egészségügyi termékekről
- 34/1998. (II. 25.) Korm. rendelet 	 a diákigazolványról
- 35/1998. (II. 27.) Korm. rendelet 	 a közigazgatási szakvizsgáról
- 36/1998. (II. 27.) Korm. rendelet 	 egyes közigazgatási feladatoknak a gazdasági kamarák részére történő átadásáról

#### Március (37−64)
- 37/1998. (III. 1.) Korm. rendelet 	 a Magyar Köztársaság Kormánya és az Osztrák Köztársaság Kormánya között a munkavállalók cseréjéről a szakmai és nyelvi ismeretek bővítése érdekében, Szombathelyen, 1997. március 26-án aláírt Egyezmény kihirdetéséről
- 38/1998. (III. 1.) Korm. rendelet 	 a Magyar Köztársaság Kormánya és az Osztrák Köztársaság Kormánya között a határmenti térségekben történő foglalkoztatásról szóló, Szombathelyen, 1997. március 26-án aláírt Egyezmény kihirdetéséről
- 39/1998. (III. 4.) Korm. rendelet 	 a munkába járással összefüggő terhek csökkentését célzó támogatásokról, valamint a munkaerő-toborzás támogatásáról
- 40/1998. (III. 6.) Korm. rendelet 	 a minisztériumok és az országos hatáskörű államigazgatási szervek iratkezelési mintaszabályzatáról
- 41/1998. (III. 6.) Korm. rendelet 	 a Magyarországon tartózkodó, ideiglenes menedéket élvező külföldiek átmeneti ellátásáról és támogatásáról
- 42/1998. (III. 6.) Korm. rendelet 	 az Országos Kárrendezési és Kárpótlási Hivatal, valamint a megyei (fővárosi) kárrendezési hivatalok megszüntetéséről, továbbá a Központi Kárrendezési Iroda létrehozásáról
- 43/1998. (III. 7.) Korm. rendelet 	 az Általános Vám- és Kereskedelmi Egyezmény (GATT) keretében kialakított, a Kereskedelmi Világszervezetet létrehozó Marrakesh-i Egyezmény és mellékletei kihirdetéséről szóló 1998. évi IX. törvény végrehajtásáról
- 44/1998. (III. 11.) Korm. rendelet	 a házaló kereskedésről
- 45/1998. (III. 11.) Korm. rendelet 	 a külföldi magyar kulturális intézetekről szóló 101/1997. (VI. 13.) Korm. rendelet módosításáról
- 46/1998. (III. 20.) Korm. rendelet 	 a biztonsági okmányok védelmének rendjéről szóló 86/1996. (VI. 14.) Korm. rendelet módosításáról
- 47/1998. (III. 27.) Korm. rendelet 	 az ENSZ EGB Transz-Európai Vasúti Együttműködési Alapítványi Egyezményről (TER) szóló, Genfben, 1992. december 17-én kelt Megállapodás, valamint mellékletének és függelékeinek egységes szerkezetben történő kihirdetéséről
- 48/1998. (III. 27.) Korm. rendelet 	 a Menekültügyi és Migrációs Hivatal létrehozásáról szóló 43/1993. (III. 3.) Korm. rendelet módosításáról
- 49/1998. (III. 27.) Korm. rendelet 	 a nemesfémtárgyak és termékek vizsgálatáról és hitelesítéséről
- 50/1998. (III. 27.) Korm. rendelet 	 a zártcélú távközlő hálózatokról
- 51/1998. (III. 27.) Korm. rendelet 	 a vállalkozási övezetek létrehozásának és működésének szabályairól szóló 189/1996. (XII. 17.) Korm. rendelet, valamint a Záhony és Térsége Vállalkozási Övezet kijelöléséről szóló 195/1996. (XII. 19.) Korm. rendelet módosításáról
- 52/1998. (III. 27.) Korm. rendelet 	 az Ózd-Putnok-Észak-Hevesi Vállalkozási Övezet kijelöléséről
- 53/1998. (III. 27.) Korm. rendelet 	 a Zempléni Vállalkozási Övezet kijelöléséről
- 54/1998. (III. 27.) Korm. rendelet 	 a Barcsi Vállalkozási Övezet kijelöléséről
- 55/1998. (III. 27.) Korm. rendelet 	 a Bihari Vállalkozási Övezet kijelöléséről
- 56/1998. (III. 27.) Korm. rendelet 	 a Mohácsi Vállalkozási Övezet kijelöléséről
- 57/1998. (III. 27.) Korm. rendelet 	 a Salgótarján-Bátonyterenye Térsége Vállalkozási Övezet kijelöléséről
- 58/1998. (III. 27.) Korm. rendelet 	 a Makó és Térsége Vállalkozási Övezet kijelöléséről
- 59/1998. (III. 27.) Korm. rendelet 	 az olimpiai bajnoki járadék megállapításáról és folyósításáról
- 60/1998. (III. 27.) Korm. rendelet 	 a sajtótermékek kötelespéldányainak szolgáltatásáról és hasznosításról
- 61/1998. (III. 31.) Korm. rendelet 	 a Magyar Köztársaság Kormánya és Románia Kormánya között nukleáris balesetek esetén adandó gyors értesítésről Bukarestben, 1997. május 26-án aláírt Megállapodás kihirdetéséről
- 62/1998. (III. 31.) Korm. rendelet 	 a Miniszterelnöki Hivatalról szóló 125/1994. (IX. 15.) Korm. rendelet kiegészítéséről
- 63/1998. (III. 31.) Korm. rendelet 	 az újításokról
- 64/1998. (III. 31.) Korm. rendelet 	 egyes társadalombiztosítási jogszabályok módosításáról

#### Április (65−82)
- 65/1998. (IV. 3.) Korm. rendelet 	 a programfinanszírozás körébe vont fejezeti kezelésű előirányzatok megtervezéséről, az ezek felhasználásával megvalósuló kiadások finanszírozásának rendjéről szóló 208/1996. (XII. 23.) Korm. rendelet módosításáról
- 66/1998. (IV. 3.) Korm. rendelet 	 a Külügyminisztérium Integrációs Államtitkárságáról szóló 64/1996. (V. 3.) Korm. rendelet módosításáról
- 67/1998. (IV. 3.) Korm. rendelet 	 a védett és fokozottan védett életközösségekre vonatkozó korlátozásokról és tilalmakról
- 68/1998. (IV. 8.) Korm. rendelet 	 a "Közbeszerzési Értesítő, a Közbeszerzések Tanácsának Hivatalos Lapjá"-ban történő közzététel rendjéről és térítési díjáról szóló 128/1995. (X. 20.) Korm. rendelet módosításáról
- 69/1998. (IV. 8.) Korm. rendelet 	 a közgazdasági felsőoktatás alapképzési szakjainak képesítési követelményeiről szóló 4/1996. (I. 18.) Korm. rendelet módosításáról
- 70/1998. (IV. 8.) Korm. rendelet 	 a veszélyes anyagokkal és a veszélyes készítményekkel kapcsolatos eljárás szabályairól szóló 233/1996. (XII. 26.) Korm. rendelet módosításáról
- 71/1998. (IV. 8.) Korm. rendelet 	 az idegennyelv-tudást igazoló államilag elismert nyelvvizsgáztatás rendjéről és a nyelvvizsga-bizonyítványokról
- 72/1998. (IV. 10.) Korm. rendelet 	 a felsőoktatás képzési és fenntartási normatívák alapján történő finanszírozásáról
- 73/1998. (IV. 22.) Korm. rendelet 	 a Magyar Köztársaság Kormánya és a Moldovai Köztársaság Kormánya között a terrorizmus, a kábítószer tiltott forgalma és a szervezett bűnözés elleni harcban történő együttműködésről szóló, Budapesten, 1997. június 4-én aláírt Megállapodás kihirdetésétől
- 74/1998. (IV. 22.) Korm. rendelet 	 a Magyar Köztársaság Kormánya és az Olasz Köztársaság Kormánya között a terrorizmus, a szervezett bűnözés, a kábítószerek és pszichotróp anyagok illegális forgalmazása ellen folytatott harcban való együttműködésről szóló Megállapodás kihirdetéséről
- 75/1998. (IV. 24.) Korm. rendelet 	 a távközlési feladatokat ellátó szervezetek és a titkos információgyűjtésre felhatalmazott szervezetek együttműködésének rendjéről és szabályairól
- 76/1998. (IV. 24.) Korm. rendelet 	 az egyes adótörvények alkalmazásában a készpénzzel történő fizetés összeghatáráról szóló 224/1996. (XII. 26.) Korm. rendelet módosításáról
- 77/1998. (IV. 29.) Korm. rendelet 	 a Magyar Köztársaság Kormánya és a Macedónia volt Jugoszláv Köztársaság Kormánya között a nemzetközi közúti személyszállításról és árufuvarozásról szóló Egyezmény kihirdetéséről
- 78/1998. (IV. 29.) Korm. rendelet 	 a központi költségvetési szervek központosított közbeszerzéseinek részletes szabályairól szóló 125/1996. (VII. 24.) Korm. rendelet módosításáról
- 79/1998. (IV. 29.) Korm. rendelet 	 az áruk és a szolgáltatások biztonságosságáról és az ezzel kapcsolatos piacfelügyeleti eljárásról
- 80/1998. (IV. 29.) Korm. rendelet 	 az egyéni vállalkozókkal kapcsolatos nyilvántartás és iratátadás rendjéről, valamint a vállalkozói igazolvány formai követelményeiről
- 81/1998. (IV. 29.) Korm. rendelet 	 a központi költségvetési szervek központosított közbeszerzési rendszerében országosan kiemelt termékek állami normatíváiról szóló 240/1996. (XII. 27.) Korm. rendelet módosításáról
- 82/1998. (IV. 30.) Korm. rendelet 	 a külföldiek beutazásáról, magyarországi tartózkodásáról és bevándorlásáról szóló 1993. évi LXXXVI. törvény végrehajtására kiadott 64/1994. (IV. 30.) Korm. rendelet módosításáról

#### Május (83−108)
- 83/1998. (V. 6.) Korm. rendelet 	 az ENSZ Biztonsági Tanácsa Jugoszláv Szövetségi Köztársasággal kapcsolatos 1160(1998) számú határozatának végrehajtásáról
- 84/1998. (V. 6.) Korm. rendelet 	 a Magyar Exporthitel Biztosító Részvénytársaság által vállalható biztosítások tárgyáról, valamint a központi költségvetés terhére, a Kormány készfizető kezessége mellett vállalható nem-piacképes kockázatú biztosítások feltételeiről és a biztosítási eseményekről
- 85/1998. (V. 6.) Korm. rendelet 	 a Magyar Export-Import Bank Részvénytársaság kamatkiegyenlítési rendszeréről
- 86/1998. (V. 6.) Korm. rendelet 	 a meg nem engedett teljesítményfokozó szerek, készítmények és módszerek használata tilalmának szabályairól
- 87/1998. (V. 6.) Korm. rendelet 	 a mezőgazdasági termékek és az élelmiszerek földrajzi árujelzőinek oltalmára vonatkozó részletes szabályokról
- 88/1998. (V. 8.) Korm. rendelet 	 a Magyar Köztársaság Kormánya és a Lengyel Köztársaság Kormánya között a terrorizmus, a kábítószer tiltott forgalma és a szervezett bűnözés elleni harcban történő együttműködésről szóló, Varsóban, 1996. május 15-én aláírt Megállapodás kihirdetéséről
- 89/1998. (V. 8.) Korm. rendelet 	 a Fogyasztóvédelmi Főfelügyelőség szervezetéről, feladat- és hatásköréről, valamint a fogyasztóvédelmi bírság felhasználásáról
- 90/1998. (V. 8.) Korm. rendelet 	 a felsőoktatási tanulmányi pontrendszer (kreditrendszer) bevezetéséről és az intézményi tanulmányi pontrendszerek egységes nyilvántartásáról
- 91/1998. (V. 8.) Korm. rendelet 	 az állami felsőoktatási intézmények karainak felsorolásáról szóló 25/1995. (III. 8.) Korm. rendelet módosításáról
- 92/1998. (V. 8.) Korm. rendelet 	 az Európai Közigazgatási Képzési Ösztöndíj megalapításáról
- 93/1998. (V. 13.) Korm. rendelet 	 a devizáról szóló 1995. évi XCV. törvény végrehajtásáról rendelkező 161/1995. (XII. 26.) Korm. rendelet módosításáról
- 94/1998. (V. 13.) Korm. rendelet 	 egyes kormányrendeletek hatályon kívül helyezéséről
- 95/1998. (V. 13.) Korm. rendelet 	 az életüktől és szabadságuktól politikai okból jogtalanul megfosztottak kárpótlásáról szóló 1992. évi XXXII. törvény végrehajtásáról
- 96/1998. (V. 13.) Korm. rendelet 	 a szociálisan hátrányos helyzetben lévők adósságterhének enyhítéséről és lakhatási körülményeinek javításáról
- 97/1998. (V. 15.) Korm. rendelet 	 a Magyar Köztársaság Kormánya és a Chilei Köztársaság Kormánya közötti kulturális, oktatási és tudományos együttműködési egyezmény kihirdetéséről
- 98/1998. (V. 15.) Korm. rendelet 	 a külföldi magyar kulturális intézetekről szóló 101/1997. (VI. 13.) Korm. rendelet módosításáról
- 99/1998. (V. 15.) Korm. rendelet 	 az áruk, szolgáltatások és anyagi értéket képviselő jogok kiviteléről, illetve behozataláról szóló 112/1990. (XII. 23.) Korm. rendelet módosításáról
- 100/1998. (V. 20.) Korm. rendelet 	 az Állami Vagyonügynökség és a Pénzügyminisztérium közötti ingatlancseréről szóló 153/1993. (X. 28.) Korm. rendelet hatályon kívül helyezéséről
- 101/1998. (V. 22.) Korm. rendelet 	 a külföldre utazásról szóló 1998. évi XII. törvény végrehajtásáról
- 102/1998. (V. 22.) Korm. rendelet 	 az üzletek működéséről és a belkereskedelmi tevékenység folytatásának feltételeiről szóló 4/1997. (I. 22.) Korm. rendelet módosításáról
- 103/1998. (V. 22.) Korm. rendelet 	 a vásárokról és piacokról szóló 35/1995. (IV. 5.) Korm. rendelet módosításáról
- 104/1998. (V. 22.) Korm. rendelet 	 a helyi önkormányzatok címzett és céltámogatási igénybejelentéséhez kapcsolódó megvalósíthatósági tanulmány tartalmáról és értékelésének rendjéről
- 105/1998. (V. 23.) Korm. rendelet 	 a művészeti felsőoktatás alapképzési szakjainak képesítési követelményeiről
- 106/1998. (V. 27.) Korm. rendelet 	 a Magyar Köztársaság Kormánya és a Horvát Köztársaság Kormánya között a Magyar Köztársaságban és a Horvát Köztársaságban kiállított, iskolai végzettségeket, felsőfokú tanulmányokat tanúsító bizonyítványok és oklevelek/fokozatok elismeréséről szóló Egyezmény kihirdetéséről
- 107/1998. (V. 27.) Korm. rendelet 	 a Magyar Köztársaság Kormánya és az Európai Űrügynökség (ESA) között Magyarországnak az ESA tudományos kísérletek fejlesztését szolgáló (Prodex) programjában való részvételéről megkötött Egyezmény kihirdetéséről
- 108/1998. (V. 27.) Korm. rendelet 	 a Magyar Nemzeti Bank engedélyezési hatáskörébe tartozó pénzügyi és kiegészítő pénzügyi szolgáltatások végzésének egyes feltételeiről szóló 61/1997. (IV. 18.) Korm. rendelet módosításáról

#### Június (109−125)
- 109/1998. (VI. 3.) Korm. rendelet 	 a Magyar Köztársaság Kormánya és a Szlovák Köztársaság Kormánya között a közös államhatáron autópálya-határátkelőhely létesítéséről és megépítéséről szóló Megállapodás kihirdetéséről
- 110/1998. (VI. 3.) Korm. rendelet 	 a természetgyógyászati tevékenységről szóló 40/1997. (III. 5.) Korm. rendelet módosításáról
- 111/1998. (VI. 3.) Korm. rendelet 	 a kis- és középvállalkozások fejlesztéséhez nyújtott kamattámogatásról szóló 23/1997. (II. 13.) Korm. rendelet hatályon kívül helyezéséről
- 112/1998. (VI. 3.) Korm. rendelet 	 a felszámolók névjegyzékéről szóló 167/1993. (XI. 30.) Korm. rendelet módosításáról
- 113/1998. (VI. 10.) Korm. rendelet 	 a felvonók és a mozgólépcsők építésügyi hatósági engedélyezéséről, üzemeltetéséről, ellenőrzéséről és az ellenőrökről
- 114/1998. (VI. 11.) Korm. rendelet 	 a Magyar Köztársaság Kormánya és a Horvát Köztársaság Kormánya között a természeti és civilizációs katasztrófák elleni védelemről szóló, Budapesten, 1997. július 9-én aláírt Egyezmény kihirdetéséről
- 115/1998. (VI. 16.) Korm. rendelet 	 a nemzeti vérkészlettel való gazdálkodás szabályairól
- 116/1998. (VI. 16.) Korm. rendelet 	 az egészségügy társadalombiztosítási finanszírozásának egyes kérdéseiről szóló 103/1995. (VIII. 25.) Korm. rendelet módosításáról
- 117/1998. (VI. 16.) Korm. rendelet 	 egyes egészségügyi ellátások visszautasításának részletes szabályairól
- 118/1998. (VI. 16.) Korm. rendelet 	 a Magyarországon tartózkodó, ideiglenes menedéket élvező külföldiek átmeneti ellátásáról és támogatásáról szóló 41/1998. (III. 6.) Korm. rendelet módosításáról
- 119/1998. (VI. 17.) Korm. rendelet 	 a gazdálkodó szervezetek 1998. évi egyedi termelési támogatásáról szóló 249/1997. (XII. 20.) Korm. rendelet módosításáról
- 120/1998. (VI. 17.) Korm. rendelet 	 a frekvencialekötési és -használati díj megfizetésének szabályairól
- 121/1998. (VI. 17.) Korm. rendelet 	 a közúti közlekedési szolgáltatásokról és a közúti járművek üzemben tartásáról szóló 89/1988. (XII. 20.) MT rendelet módosításáról
- 122/1998. (VI. 17.) Korm. rendelet 	 az Országos Atomenergia Bizottság feladatáról, hatásköréről, valamint az Országos Atomenergia Hivatal feladat- és hatásköréről, bírságolási jogköréről szóló 87/1997. (V. 28.) Korm. rendelet, továbbá a talált, illetve a lefoglalt radioaktív vagy nukleáris anyagokkal kapcsolatos intézkedésekről szóló 17/1996. (I. 31.) Korm. rendelet módosításáról
- 123/1998. (VI. 17.) Korm. rendelet 	 az 1998. évre vonatkozó Országos Statisztikai Adatgyűjtési Programról szóló 194/1997. (XI. 4.) Korm. rendelet módosításáról
- 124/1998. (VI. 17.) Korm. rendelet 	 a közforgalmú személyszállítási utazási kedvezményekről szóló 287/1997. (XII. 29.) Korm. rendelet, valamint a diákigazolványról szóló 34/1998. (II. 25.) Korm. rendelet módosításáról
- 125/1998. (VI. 26.) Korm. rendelet 	 a Magyar Köztársaság Kormánya és a Dél-afrikai Köztársaság Kormánya között Pretoriában, 1997. november 24-én aláírt tudományos és technológiai együttműködési Megállapodás kihirdetéséről

#### Július (126−134)
- 126/1998. (VII. 1.) Korm. rendelet 	 a nyugellátások és baleseti nyugellátások emeléséről
- 127/1998. (VII. 1.) Korm. rendelet 	 az egyetemi és főiskolai hallgatók részére nyújtható támogatásokról és az általuk fizetendő díjakról és térítésekről szóló 144/1996. (IX. 17.) Korm. rendelet módosításáról
- 128/1998. (VII. 15.) Korm. rendelet 	 a Kormány megalakulásával összefüggésben egyes kormányrendeletek módosításáról
- 129/1998. (VII. 15.) Korm. rendelet 	 az Országos Testnevelési és Sporthivatal felügyeletét ellátó miniszter kijelöléséről
- 130/1998. (VII. 22.) Korm. rendelet 	 a nyugellátások és baleseti nyugellátások emeléséről szóló 126/1998. (VII. 1.) Korm. rendelet módosításáról
- 131/1998. (VII. 23.) Korm. rendelet 	 a társadalombiztosítás igazgatási szerveinek irányításával kapcsolatos feladat- és hatáskörökről
- 132/1998. (VII. 24.) Korm. rendelet 	 a védett személyek és a kijelölt létesítmények védelméről szóló 160/1996. (XI. 5.) Korm. rendelet módosításáról
- 133/1998. (VII. 29.) Korm. rendelet 	 a Közmunkatanácsról és a közmunkaprogramok támogatási rendjéről szóló 117/1997. (VII. 8.) Korm. rendelet módosításáról
- 134/1998. (VII. 31.) Korm. rendelet 	 az áruk, szolgáltatások és anyagi értéket képviselő jogok kiviteléről, illetve behozataláról szóló 112/1990. (XII. 23.) Korm. rendelet egyes rendelkezései alkalmazásának átmeneti felfüggesztéséről

#### Augusztus (135−143)
- 135/1998. (VIII. 13.) Korm. rendelet 	 a Külügyminisztérium Integrációs Államtitkárságáról szóló 64/1996. (V. 3.) Korm. rendelet módosításáról
- 136/1998. (VIII. 15.) Korm. rendelet 	 a Magyar Köztársaság Kormánya és Románia Kormánya között Budapesten, 1997. március 12-én aláírt, a nemzetközi kombinált áruszállításról szóló Egyezmény kihirdetéséről
- 137/1998. (VIII. 18.) Korm. rendelet 	 a Miniszterelnöki Hivatalról
- 138/1998. (VIII. 19.) Korm. rendelet 	 a Magyar Köztársaság Kormánya és a Horvát Köztársaság Kormánya között a szolgálati célú határátlépésekhez szükséges okmányok egységesítéséről szóló, Budapesten, 1997. július 9-én aláírt Egyezmény kihirdetéséről
- 139/1998. (VIII. 25.) Korm. rendelet 	 a hágai Nemzetközi Bíróság Dunával kapcsolatos döntéséből adódó kormányzati feladatok koordinációjáról szóló 163/1997. (IX. 30.) Korm. rendelet módosításáról
- 140/1998. (VIII. 25.) Korm. rendelet 	 az egyetemi és főiskolai hallgatók részére nyújtható támogatásokról és az általuk fizetendő díjakról és térítésekről szóló 144/1996. (IX. 17.) Korm. rendelet módosításáról
- 141/1998. (VIII. 25.) Korm. rendelet 	 a doktori képzés, a doktori fokozat odaítélésének eljárási szabályairól, valamint a képzésben résztvevők egyes jogairól és kötelességeiről, az általuk fizetendő díjakról és térítésekről szóló 14/1997. (I. 30.) Korm. rendelet módosításáról
- 142/1998. (VIII. 25.) Korm. rendelet 	 a Magyar Tudományos Akadémia hazai tagjai és a Magyar Tudományos Akadémia Doktora címmel rendelkező személyek tiszteletdíjáról, illetve az akadémikus elhalálozása esetén megállapítható hozzátartozói ellátásokról szóló 4/1995. (I. 20.) Korm. rendelet módosításáról
- 143/1998. (VIII. 25.) Korm. rendelet 	 a szociálisan hátrányos helyzetben lévők adósságterhének enyhítéséről és lakhatási körülményeinek javításáról szóló 96/1998. (V. 13.) Korm. rendelet módosításáról

#### Szeptember (144−164)
- 144/1998. (IX. 9.) Korm. rendelet 	 a devizáról szóló 1995. évi XCV. törvény végrehajtásáról rendelkező 161/1995. (XII. 26.) Korm. rendelet módosításáról
- 145/1998. (IX. 9.) Korm. rendelet 	 a diplomáciai és konzuli képviseletek és azok tagjai, valamint az ezekkel egy tekintet alá eső nemzetközi szervezetek és azok tagjai számára adható általános forgalmiadó- és jövedékiadó-visszatérítésről szóló 237/1997. (XII. 18.) Korm. rendelet módosításáról
- 146/1998. (IX. 9.) Korm. rendelet 	 az agrár-felsőoktatás alapképzési szakjainak képesítési követelményeiről
- 147/1998. (IX. 16.) Korm. rendelet 	 az Országos Műszaki Fejlesztési Bizottságról
- 148/1998. (IX. 18.) Korm. rendelet 	 a Magyar Köztársaság Kormánya és az Orosz Föderáció Kormánya között a kultúra, a tudomány és az oktatás területén folyó együttműködésről szóló Egyezmény kihirdetéséről
- 149/1998. (IX. 18.) Korm. rendelet 	 a Magyar Köztársaság Kormánya és a Libanoni Köztársaság Kormánya közötti kulturális, felsőoktatási és tudományos együttműködési Egyezmény kihirdetéséről
- 150/1998. (IX. 18.) Korm. rendelet 	 a köztisztviselők tartalékállományba helyezéséről és a betöltetlen köztisztviselői állások nyilvános közzétételéről
- 151/1998. (IX. 18.) Korm. rendelet 	 az új diákigazolványok bevezetésével kapcsolatos átmeneti intézkedésekkel összefüggésben egyes kormányrendeletek módosításáról
- 152/1998. (IX. 18.) Korm. rendelet 	 a természettudományos felsőoktatás alapképzési szakjainak képesítési követelményeiről szóló 166/1997. (X. 3.) Korm. rendelet módosításáról
- 153/1998. (IX. 25.) Korm. rendelet 	 a kincstári vagyonért való miniszteri felelősség megváltozásával összefüggő rendelkezésekről
- 154/1998. (IX. 30.) Korm. rendelet 	 az egészségügyi miniszter feladat- és hatásköréről
- 155/1998. (IX. 30.) Korm. rendelet 	 a földművelésügyi és vidékfejlesztési miniszter feladatairól és hatásköréről
- 156/1998. (IX. 30.) Korm. rendelet 	 a gazdasági miniszter feladat- és hatásköréről
- 157/1998. (IX. 30.) Korm. rendelet 	 az igazságügyminiszter feladat- és hatásköréről
- 158/1998. (IX. 30.) Korm. rendelet  környezetvédelmi miniszter feladat- és hatásköréről
- 159/1998. (IX. 30.) Korm. rendelet 	 a közlekedési, hírközlési és vízügyi miniszter feladat- és hatásköréről szóló 151/1994. (XI. 17.) Korm. rendelet módosításáról
- 160/1998. (IX. 30.) Korm. rendelet 	 a külügyminiszter feladat- és hatásköréről szóló 152/1994. (XI. 17.) Korm. rendelet módosításáról
- 161/1998. (IX. 30.) Korm. rendelet 	 a nemzeti kulturális örökség miniszterének feladat- és hatásköréről
- 162/1998. (IX. 30.) Korm. rendelet 	 az oktatási miniszter feladat- és hatásköréről
- 163/1998. (IX. 30.) Korm. rendelet 	 a pénzügyminiszter feladat- és hatásköréről szóló 50/1990. (IX. 15.) Korm. rendelet módosításáról
- 164/1998. (IX. 30.) Korm. rendelet 	 a PHARE program koordinációjáért felelős tárca nélküli miniszter feladat- és hatásköréről

#### Október (165−177)
- 165/1998. (X. 6.) Korm. rendelet 	 a Magyar Köztársaság Kormánya és a Szlovén Köztársaság Kormánya között a vízumkötelezettség kölcsönös megszüntetéséről szóló Egyezmény kiegészítése tárgyában, Budapesten, 1997. november hó 12. napján aláírt Egyezmény kihirdetéséről
- 166/1998. (X. 6.) Korm. rendelet a  magánnyugdíjpénztárakat minősítő szervezetekről
- 167/1998. (X. 6.) Korm. rendelet  Gazdaságbiztonsági Tartalékról szóló 84/1994. (V. 27.) Korm. rendelet módosításáról
- 168/1998. (X. 6.) Korm. rendelet 	 a Miniszterelnöki Hivatal átalakításával összefüggő egyes jogszabályok és kormányhatározatok módosításáról
- 169/1998. (X. 14.) Korm. rendelet 	 a belföldi Állami Futárszolgálatról szóló 133/1989. (XII. 22.) MT rendelet hatályon kívül helyezéséről
- 170/1998. (X. 14.) Korm. rendelet 	 a Magyar Köztársaság Kormánya és Románia Kormánya között Budapesten, 1997. március 12-én aláírt, az államhatáron keresztül megvalósuló vasúti határforgalom lebonyolításáról szóló Egyezmény kihirdetéséről
- 171/1998. (X. 15.) Korm. rendelet 	 a szociális és családügyi miniszter feladat- és hatásköréről
- 172/1998. (X. 21.) Korm. rendelet 	 a Magyar Köztársaság Kormánya és a Vietnami Szocialista Köztársaság Kormánya között az illegális kábítószer-kereskedelem, a szervezett bűnözés és a nemzetközi terrorizmus elleni küzdelemben való együttműködésről szóló, Hanoiban, 1998. február 4-én aláírt Megállapodás kihirdetéséről
- 173/1998. (X. 28.) Korm. rendelet 	 a Magyar Köztársaság Kormánya és a Kazah Köztársaság Kormánya között Budapesten, 1996. október 7-én aláírt nemzetközi közúti személyszállításról és árufuvarozásról szóló Egyezmény kihirdetéséről
- 174/1998. (X. 30.) Korm. rendelet 	 a Miniszterelnöki Hivatal védelmi stratégiai és biztonságpolitikai ügyekért felelős politikai államtitkárának feladat- és hatásköréről
- 175/1998. (X. 30.) Korm. rendelet 	 a közalkalmazotti tanácsi választással kapcsolatos egyes kérdésekről
- 176/1998. (X. 30.) Korm. rendelet 	 a Magyar Köztársaság Kormánya és a Kínai Népköztársaság Kormánya között az iskolai végzettségeket és tudományos fokozatokat tanúsító okiratok kölcsönös elismeréséről szóló Egyezmény kihirdetéséről
- 177/1998. (X. 30.) Korm. rendelet 	 a Magyarországon tartózkodó, ideiglenes menedéket élvező külföldiek átmeneti ellátásáról és támogatásáról szóló 41/1998. (III. 6.) Korm. rendelet módosításáról

#### November (178−189)
- 178/1998. (XI. 6.) Korm. rendelet 	 a vízgazdálkodási feladatokkal összefüggő alapadatokról
- 179/1998. (XI. 6.) Korm. rendelet 	 a Magyar Köztársaság és az Európai Közösségek és azok tagállamai közötti Társulási Tanácsnak a Magyar Köztársaságnak a közegészségügy és a szociálpolitika területein megvalósuló közösségi programokban történő részvétele módozatainak és feltételeinek elfogadása tárgyában hozott 1/98. számú határozata kihirdetéséről
- 180/1998. (XI. 6.) Korm. rendelet 	 a tűzvédelmi bírságnak, valamint a biztosítók tűzvédelmi hozzájárulásának a központi költségvetésbe történő befizetése és elszámolása rendjéről, valamint felhasználásának és ellenőrzésének módjáról
- 181/1998. (XI. 11.) Korm. rendelet 	 a vámjogról, a vámeljárásról, valamint a vámigazgatásról szóló 1995. évi C. törvény végrehajtásáról szóló 45/1996. (III. 25.) Korm. rendelet módosításáról
- 182/1998. (XI. 11.) Korm. rendelet 	 a belügyminiszter feladat- és hatásköréről szóló 147/1994. (XI. 17.) Korm. rendelet módosításáról
- 183/1998. (XI. 11.) Korm. rendelet 	 a Miniszterelnöki Hivatal közigazgatás- és területpolitikai feladat- és hatásköréről
- 184/1998. (XI. 11.) Korm. rendelet 	 a helyi önkormányzatok címzett és céltámogatásának a céljellegű decentralizált támogatásának igénybejelentési, döntéselőkészítési és elszámolási rendjéről, valamint a Magyar Államkincstár finanszírozási, elszámolási és ellenőrzési feladatairól, továbbá a TÁKISZ feladatairól szóló 9/1998. (I. 23.) Korm. rendelet módosításáról
- 185/1998. (XI. 11.) Korm. rendelet 	 a helyi önkormányzatok címzett és céltámogatási igénybejelentéséhez kapcsolódó megvalósíthatósági tanulmány tartalmáról és értékelésének rendjéről szóló 104/1998. (V. 22.) Korm. rendelet módosításáról
- 186/1998. (XI. 13.) Korm. rendelet 	 a Magyar Köztársaság Kormánya és a Horvát Köztársaság Kormánya között a nemzetközi kombinált áruszállításról szóló Egyezmény kihirdetéséről
- 187/1998. (XI. 13.) Korm. rendelet 	 az 1999. évre vonatkozó Országos Statisztikai Adatgyűjtési Programról
- 188/1998. (XI. 18.) Korm. rendelet 	 a Magyar Köztársaság Kormánya és a Németországi Szövetségi Köztársaság Kormánya között a katasztrófák és súlyos szerencsétlenségek esetén történő kölcsönös segítségnyújtásról szóló, Bonnban, 1997. június 9-én aláírt Egyezmény kihirdetéséről
- 189/1998. (XI. 23.) Korm. rendelet 	 a központi fűtésről és melegvíz-szolgáltatásról

#### December (190−245 )
- 190/1998. (XII. 1.) Korm. rendelet 	 a Magyar Köztársaság Kormánya és a Szlovák Köztársaság Kormánya között a vámügyekben történő kölcsönös segítségnyújtásról szóló Megállapodás kihirdetéséről
- 191/1998. (XII. 1.) Korm. rendelet 	 a Magyar Köztársaság területén tartózkodó, ideiglenes menedéket élvező bosznia-hercegovinai állampolgárokat megillető átmeneti ellátásokról és támogatásokról
- 192/1998. (XII. 2.) Korm. rendelet 	 a nyugdíjszerű rendszeres szociális ellátások emeléséről
- 193/1998. (XII. 4.) Korm. rendelet 	 a Magyar Köztársaság és az Európai Közösségek és annak tagállamai közötti Társulási Tanács 2/98. számú, a Magyar Köztársaságnak a kis- és középvállalkozásokra vonatkozó közösségi programban történő részvétele módozatainak és feltételeinek elfogadásáról szóló határozata kihirdetéséről
- 194/1998. (XII. 4.) Korm. rendelet 	 a Magyar Köztársaság és az Európai Közösségek és azok tagállamai közötti Társulási Tanácsnak 3/98. számú, a Magyar Köztársaságnak a közösségi kulturális programokban történő részvétele módozatainak és feltételeinek elfogadása tárgyában hozott határozata kihirdetéséről
- 195/1998. (XII. 4.) Korm. rendelet 	 a Magyar Köztársaság Kormánya és az Amerikai Egyesült Államok Kormánya között a Magyar Köztársaság részére nyújtandó képzési és technikai segítségnyújtásról szóló, Budapesten, 1998. szeptember 14-én aláírt Megállapodás és az 1998. szeptember 15-i szóbeli jegyzékváltás alapján létrejött Megállapodás egységes szerkezetben történő kihirdetéséről
- 196/1998. (XII. 4.) Korm. rendelet 	 a Magyar Köztársaság Kormánya és a Cseh Köztársaság Kormánya között a vámügyekben történő kölcsönös segítségnyújtásról szóló Megállapodás kihirdetéséről
- 197/1998. (XII. 4.) Korm. rendelet 	 a vásárokról és a piacokról szóló 35/1995. (IV. 5.) Korm. rendelet módosításáról szóló 5/1997. (I. 22.) Korm. rendelet módosításáról
- 198/1998. (XII. 4.) Korm. rendelet 	 a kiemelt építésügyi igazgatási ügyekben eljáró hatóságok illetékességi területéről, a kijelölési eljárásról, valamint a szakmai feltételekről szóló 220/1997. (XII. 5.) Korm. rendelet módosításáról
- 199/1998. (XII. 4.) Korm. rendelet 	 a köztisztviselők továbbképzéséről és a közigazgatási vezetőképzésről
- 200/1998. (XII. 9.) Korm. rendelet 	 az Egyetemes Postaegyesület XXI. Szöuli Kongresszusán elfogadott Általános Szabályzat, valamint az Egyetemes Postaegyezmény és Zárójegyzőkönyve kihirdetéséről
- 201/1998. (XII. 17.) Korm. rendelet 	 a légiközlekedés védelmének szabályairól, a Légiközlekedés Védelmi Bizottság jogköréről, feladatairól és működésének rendjéről
- 202/1998. (XII. 19.) Korm. rendelet 	 a lakáscélú támogatásokról szóló 106/1988. (XII. 26.) MT rendelet módosításáról
- 203/1998. (XII. 19.) Korm. rendelet 	 a bányászatról szóló 1993. évi XLVIII. törvény végrehajtásáról
- 204/1998. (XII. 19.) Korm. rendelet 	 a megyei (fővárosi) földművelésügyi hivatalról és egyes földművelésügyi szakigazgatási feladatokat megállapító jogszabályok módosításáról szóló 44/1991. (III. 14.) Korm. rendelet módosításáról
- 205/1998. (XII. 23.) Korm. rendelet 	 az áruk, szolgáltatások és anyagi értéket képviselő jogok kiviteléről, illetőleg behozataláról szóló 112/1990. (XII. 23.) Korm. rendelet módosításáról
- 206/1998. (XII. 23.) Korm. rendelet 	 a közraktárak éves beszámoló készítési és könyvvezetési kötelezettségének sajátosságairól szóló 13/1997. (I. 30.) Korm. rendelet módosításáról
- 207/1998. (XII. 23.) Korm. rendelet 	 a kockázati tőketársaságok és a kockázati tőkealapok éves beszámoló készítési és könyvvezetési kötelezettségének sajátosságairól
- 208/1998. (XII. 23.) Korm. rendelet 	 az önkéntes nyugdíjpénztárak beszámoló készítésének és könyvvezetésének sajátosságairól szóló 269/1997. (XII. 22.) Korm. rendelet módosításáról
- 209/1998. (XII. 23.) Korm. rendelet 	 a magánnyugdíjpénztárak beszámoló készítésének és könyvvezetésének sajátosságairól szóló 173/1997. (X. 6.) Korm. rendelet módosításáról
- 210/1998. (XII. 24.) Korm. rendelet 	 a tartósan külföldön foglalkoztatott köztisztviselők, ügykezelők, fizikai alkalmazottak közszolgálati jogviszonyára vonatkozó 22/1997. (II. 13.) Korm. rendelet módosításáról
- 211/1998. (XII. 24.) Korm. rendelet 	 a békéltető testületi tagok díjazásáról
- 212/1998. (XII. 24.) Korm. rendelet 	 a vegyifegyverek kifejlesztésének, gyártásának, felhalmozásának és használatának tilalmáról, valamint megsemmisítéséről szóló egyezményből eredő nyilatkozattételi kötelezettségek végrehajtásáról és az ellenőrzés rendjéről
- 213/1998. (XII. 24.) Korm. rendelet 	 a Határon Túli Magyarok Hivataláról szóló 90/1992. (V. 29.) Korm. rendelet módosításáról
- 214/1998. (XII. 24.) Korm. rendelet 	 a devizáról szóló 1995. évi XCV. törvény végrehajtásáról rendelkező 161/1995. (XII. 26.) Korm. rendelet módosításáról
- 215/1998. (XII. 24.) Korm. rendelet 	 a Frekvenciasávok Nemzeti Felosztási Táblázatának megállapításáról szóló 204/1997. (XI. 19.) Korm. rendelet módosításáról
- 216/1998. (XII. 30.) Korm. rendelet 	 a Magyar Köztársaság Kormánya és Ukrajna Kormánya között a háborúkban elesett katonák és a polgári áldozatok emlékhelyeinek megőrzéséről és megörökítéséről, valamint sírjaik jogi helyzetéről szóló, 1996. november 16-án, Kijevben aláírt Megállapodás kihirdetéséről
- 217/1998. (XII. 30.) Korm. rendelet 	 az államháztartás működési rendjéről
- 218/1998. (XII. 30.) Korm. rendelet 	 a költségvetés alapján gazdálkodó szervek beszámolási és könyvvezetési kötelezettségéről szóló 54/1996. (IV. 12.) Korm. rendelet módosításáról
- 219/1998. (XII. 30.) Korm. rendelet 	 a számviteli törvény szerinti egyéb szervezetek éves beszámoló készítésének és könyvvezetési kötelezettségének sajátosságairól
- 220/1998. (XII. 30.) Korm. rendelet 	 a hitelintézetek és a pénzügyi vállalkozások éves beszámoló készítési és könyvvezetési kötelezettségének sajátosságairól szóló 198/1996. (XII. 22.) Korm. rendelet módosításáról
- 221/1998. (XII. 30.) Korm. rendelet 	 a társadalombiztosítás ellátásaira és a magánnyugdíjra jogosultakról, valamint e szolgáltatások fedezetéről szóló 1997. évi LXXX. törvény végrehajtásáról rendelkező 195/1997. (XI. 5.) Korm. rendelet módosításáról
- 222/1998. (XII. 30.) Korm. rendelet 	 a nyugellátások és a baleseti járadék emeléséről
- 223/1998. (XII. 30.) Korm. rendelet 	 a családok támogatásáról szóló 1998. évi LXXXIV. törvény végrehajtásáról
- 224/1998. (XII. 30.) Korm. rendelet 	 a gyámhatóságokról, valamint a gyermekvédelmi és gyámügyi eljárásról szóló 149/1997. (IX. 10.) Korm. rendelet módosításáról
- 225/1998. (XII. 30.) Korm. rendelet 	 a honvédelemről szóló 1993. évi CX. törvény végrehajtásáról szóló 178/1993. (XII. 27.) Korm. rendelet módosításáról
- 226/1998. (XII. 30.) Korm. rendelet 	 a hadigondozásról szóló 1994. évi XLV. törvény végrehajtásáról rendelkező 113/1994. (VIII. 31.) Korm. rendelet módosításáról
- 227/1998. (XII. 30.) Korm. rendelet 	 a mezőgazdasági őstermelői igazolványról szóló 228/1996. (XII. 26.) Korm. rendelet módosításáról
- 228/1998. (XII. 30.) Korm. rendelet 	 a kötelező legkisebb munkabér (minimálbér) megállapításáról
- 229/1998. (XII. 30.) Korm. rendelet 	 a Nemzeti Egészségügyi Tanács feladatköréről, szervezetéről és működéséről
- 230/1998. (XII. 30.) Korm. rendelet 	 a vámjogról, a vámeljárásról, valamint a vámigazgatásról szóló 1995. évi C. törvény végrehajtásáról szóló 45/1996. (III. 25.) Korm. rendelet, a külföldi utas számára adható általános forgalmiadó-visszatérítésről szóló 4/1993. (I. 13.) Korm. rendelet, és a diplomáciai és konzuli képviseletek és azok tagjai, valamint az ezekkel egy tekintet alá eső nemzetközi szervezetek és azok tagjai számára adható általános forgalmiadó- és jövedékiadó-visszatérítésről szóló 237/1997. (XII. 18.) Korm. rendelet módosításáról
- 231/1998. (XII. 30.) Korm. rendelet 	 a személyes gondoskodást nyújtó szociális intézmény működésének engedélyezéséről szóló 161/1996. (XI. 7.) Korm. rendelet módosításáról
- 232/1998. (XII. 30.) Korm. rendelet 	 a kötelező egészségbiztosítás ellátásairól szóló 1997. évi LXXXIII. törvény végrehajtásáról rendelkező 217/1997. (XII. 1.) Korm. rendelet módosításáról
- 233/1998. (XII. 30.) Korm. rendelet 	 az egységes közlekedési hatósági szervezet feladat- és hatásköréről szóló 231/1997. (XII. 12.) Korm. rendelet módosításáról
- 234/1998. (XII. 30.) Korm. rendelet 	 a társadalombiztosítási nyugellátásról szóló 1997. évi LXXXI. törvény végrehajtásáról szóló 168/1997. (X. 6.) Korm. rendelet módosításáról
- 235/1998. (XII. 30.) Korm. rendelet 	 az egészségügyi szolgáltatás nyújtására jogosító működési engedélyekről szóló 113/1996. (VII. 23.) Korm. rendelet módosításáról
- 236/1998. (XII. 30.) Korm. rendelet 	 a mezőgazdasági termelők agrártámogatás igénybevételével összefüggő adatszolgáltatásáról és nyilvántartásba vételéről
- 237/1998. (XII. 30.) Korm. rendelet 	 az agrártámogatások igénybevételének általános feltételeiről szóló 273/1997. (XII. 22.) Korm. rendelet módosításáról
- 238/1998. (XII. 31.) Korm. rendelet 	 az EFTA államok és a Magyar Köztársaság között létrejött Szabadkereskedelmi Megállapodás a "származó termék" fogalmának meghatározásáról és az adminisztratív együttműködés módszereiről szóló B) Jegyzőkönyvének módosításáról szóló vegyesbizottsági határozat kihirdetéséről
- 239/1998. (XII. 31.) Korm. rendelet 	 a Magyar Köztársaság és a Török Köztársaság közötti Szabadkereskedelmi Megállapodás C) Jegyzőkönyvének B) Mellékletében szereplő élőmarhára és fagyasztott marhahúsra vonatkozó kompenzációról szóló vegyesbizottsági határozat kihirdetéséről
- 240/1998. (XII. 31.) Korm. rendelet 	 a Magyar Köztársaság és a Török Köztársaság közötti Szabadkereskedelmi Megállapodás D) Jegyzőkönyvének módosításáról szóló levélváltás kihirdetéséről
- 241/1998. (XII. 31.) Korm. rendelet 	 az Európai Megállapodásnak az Európai Unió egyes EFTA országokkal történt kibővülése és a GATT Uruguay-i Forduló megállapodásainak végrehajtása miatt szükségessé vált Kereskedelmi Adaptációs Jegyzőkönyv kihirdetéséről
- 242/1998. (XII. 31.) Korm. rendelet 	 a közalkalmazottak jogállásáról szóló 1992. évi XXXIII. törvény végrehajtásáról a közoktatási intézményekben tárgyú, 138/1992. (X. 8.) Korm. rendelet módosításáról
- 243/1998. (XII. 31.) Korm. rendelet 	 az állatkísérletek végzéséről
- 244/1998. (XII. 31.) Korm. rendelet 	 az állatvédelmi bírságról
- 245/1998. (XII. 31.) Korm. rendelet 	 a települési önkormányzat jegyzőjének az állatok védelmével, valamint az állatok nyilvántartásával kapcsolatos egyes feladat- és hatásköreiről

### Egyéb fontosabb jogszabályok

#### Miniszteri rendeletek

##### Január
- 3/1998. (I. 12.) IKIM rendelet egyes hegesztett szerkezetek gyártását végző gazdálkodó szervezetek alkalmasságának igazolásáról
- 1/1998. (I. 16.) BM rendelet a belügyminiszter irányítása alatt álló fegyveres szervek hivatásos állományú tagjai fogpótlással kapcsolatos költségtérítéséről és a szemüvegtérítés egyes kérdéseiről
- 2/1998. (I. 16.) MüM rendelet a munkahelyen alkalmazandó biztonsági és egészségvédelmi jelzésekről

##### Április
- 20/1998. (IV. 17.) IKIM rendelet  a gáznemű vagy folyékony tüzelőanyaggal üzemelő melegvízkazánok hatásfok-követelményeiről és megfelelőségének tanúsításáról
- 15/1998. (IV. 30.) NM rendelet a személyes gondoskodást nyújtó gyermekjóléti, gyermekvédelmi intézmények, valamint személyek szakmai feladatairól és működésük feltételeiről

##### Május
- 13/1998. (V. 6.) KTM rendelet a barlangok nyilvántartásáról, a barlangok látogatásának és kutatásának egyes feltételeiről, valamint a barlangok kiépítéséről
- 16/1998. (V. 20.) PM rendelet A Magyar Export-Import Bank Részvénytársaság és a Magyar Exporthitel Biztosító Részvénytársaság központi költségvetéssel történő elszámolásának részletes szabályairól
- 33/1998. (V. 22.) IKIM rendelet a Gazdaságfejlesztési Célelőirányzatok felhasználásának és kezelésének részletes szabályairól

##### Június
- 18/1998. (VI. 3.) NM rendelet a fertőző betegségek és a járványok megelőzése érdekében szükséges járványügyi intézkedésekről
- 27/1998. (VI. 10.) BM rendelet a fegyveres biztonsági őrség Működési és Szolgálati Szabályzatának kiadásáról
- 45/1998. (VI. 24.) IKIM rendelet a kereskedelmi és a fizetővendéglátó szálláshelyek osztályba sorolásáról, valamint a falusi szálláshelyek minősítéséről

##### Augusztus
- 37/1998. (VIII. 18.) BM rendelet A külföldre utazásról szóló 1998. évi XII. törvény végrehajtásáról

##### Szeptember
- 38/1998. (IX. 4.) BM rendelet  a helyi önkormányzatok iratkezelési mintaszabályzatáról

##### Október
- 44/1998. (X.14.) BM rendelet a belföldi Állami Futárszolgálat tevékenységének szabályozásáról

##### November
- 50/1998. (XI. 4.) BM rendelet A belügyminiszter irányítása alá tartozó szervek, valamint az önkormányzati tűzoltóság szolgálati viszonyban álló tagjai szolgálati viszonyának egyes kérdéseiről és a személyügyi igazgatás rendjéről szóló 9/1997. (II. 12.) BM rendelet módosításáról
- 46/1998. (XI. 4.) FVM rendelet Az őszi búza termelésének 1999. évi költségvetésből történő támogatásáról
- 47/1998. (XI. 4.) FVM rendelet A cukortöbblet exporttámogatással történő külpiaci értékesítéséről
- 48/1998. (XI. 4.) FVM rendelet A cukorrépa minőséghez kötött támogatásáról
- 49/1998. (XI. 4.) FVM rendelet A takarmánykukorica-szükséglet megvásárlásának támogatásáról
- 50/1998. (XI. 4.) FVM rendelet Az egyes sertéshús- és sertéshús-készítmény-féleségek exportjának többlettámogatásáról szóló 17/1998. (IV. 3.) FM rendelet módosításáról
- 51/1998. (XI. 4.) FVM rendelet Az állattenyésztésről szóló törvény hatálya alá tartozó kisállatfajok körének meghatározásáról szóló 38/1994. (VI. 28.) FM rendelet módosításáról
- 52/1998. (XI. 4.) FVM rendelet A vágósertés minőségi termelésének intervenciós támogatásáról szóló 87/1997. (XI. 26.) FM rendelet módosításáról
- 2/1998. (XI. 4.) SzCsM—PM együttes rendelet A megváltozott munka-képességű dolgozók foglalkoztatásáról és szociális ellátásáról szóló 8/1983. (VI. 29.) EüM—PM együttes rendelet módosításáról
- 14/1998. (XI. 27.) GM rendelet a Gázpalack Biztonsági Szabályzatról

##### December
- 14/1998. (XII. 11.) EüM rendelet a kórházi etikai bizottságokról
- 21/1998. (XII. 17.) GM rendelet a közraktárak igazgatási, szolgáltatási díjáról és a felügyeleti eljárási díj befizetésének részletes szabályairól

#### Kormányhatározatok

##### Január (1001−1011)
- 1001/1998. (I. 12.) Korm. határozat A lakásszövetkezeti szabályozással kapcsolatos egyes kérdésekről
- 1002/1998. (I. 12.) Korm. határozat A FORMULA—1 Világbajnokság Magyar Nagydíj 1998. évi megrendezésének támogatásáról
- 1003/1998. (I. 12.) Korm. határozat közigazgatási („K”) távbeszélő-hálózat és az „ALTÁJ” mobil rádiótelefon hálózat megszüntetéséről
- 1004/1998. (I. 23.) Korm. határozat Magyar Államvasutak Részvénytársaság meghatározott hiteleinek állami átvállalására vonatkozó rendelkezések végrehajtásáról
- 1005/1998. (I. 23.) Korm. határozat A nemzeti és etnikai kisebbségek országgyűlési képviseletéről
- 1006/1998. (I. 23.) Korm. határozat az európai integrációval összefüggő kormányzati feladatok felelősségi és koordinálási rendjéről szóló 1093/1994. (X. 7.) Korm. határozat módosításáról
- 1007/1998. (I. 23.) Korm. határozat az idegenforgalom területi irányításának korszerűsítéséről
- 1008/1998. (I. 30.) Korm. határozat az Állami Privatizációs és Vagyonkezelő Rt. Alapító Okiratáról szóló 1047/1995. (VI. 17.) Korm. határozat módosításáról
- 1009/1998. (I. 30.) Korm. határozat a nemzetközi segélyprogramok végrehajtásának monitoring rendjéről
- 1010/1998. (I. 30.) Korm. határozat a polgári védelmi szervezetek összlétszámának meghatározásáról
- 1011/1998. (I. 30.) Korm. határozat Az 1998. március 15-e, az 1848—49. évi forradalom és szabadságharc 150. évfordulója központi állami rendezvényeinek, kiegészítő programjainak tervezetéről, finanszírozásáról

##### Február (1012−1021)
- 1012/1998. (II. 4.) Korm. határozat az Informatikai és Technológiai Innovációs Park megvalósításáért új kormányzati felelős kijelöléséről
- 1013/1998. (II. 4.) Korm. határozat A Miskolc Megyei Jogú Város Önkormányzat tulajdonában lévő kórházak rekonstrukciójának támogatásáról
- 1014/1998. (II. 4.) Korm. határozat A 2004. évi Labdarúgó Európa Bajnokság Ausztriával közös megrendezésének előkészítése érdekében közalapítvány létrehozásáról, valamint a működéshez szükséges költségvetési forrás biztosításáról
- 1015/1998. (II. 11.) Korm. határozat Az Energia Alapítvány 1998. évi költségvetési támogatásáról
- 1016/1998. (II. 13.) Korm. határozat A budapesti Várbazár műemlék ingatlanegyüttes felújításáról és hasznosításáról
- 1017/1998. (II. 13.) Korm. határozat A Kossuth- és Széchenyi-díj Bizottság Irodalmi Albizottsága elnökének kinevezéséről
- 1018/1998. (II. 20.) Korm. határozat A nemzeti és állami ünnepek, illetve további országos jelentőségű rendezvények 1998. évi koncepciójáról és tervezett költségeiről
- 1019/1998. (II. 25.) Korm. határozat A központosított közbeszerzés körébe tartozó országosan kiemelt egészségügyi termékek beszerző szervezetének kijelöléséről
- 1020/1998. (II. 25.) Korm. határozat Az 1998. évi országos választások lebonyolításának költségeiről
- 1021/1998. (II. 25.) Korm. határozat a vasúti rekonstrukciós program finanszírozásának céljaira történő kölcsönfelvételhez kapcsolódó dokumentumok elfogadásáról

##### Március (1022−1041)
- 1022/1998. (III. 4.) Korm. határozat a Magyar Köztársaság Kormánya és a Dél-Afrikai Köztársaság Kormánya között, Pretoriában, 1997. november 24-én aláírt tudományos és technológiai együttműködési Megállapodás jóváhagyásáról és kihirdetéséről
- 1023/1998. (III. 4.) Korm. határozat Egyes súlyos szociális problémák kezeléséről
- 1024/1998. (III. 4.) Korm. határozat A Debreceni Egyetemi Szövetség és a Szegedi Felsőoktatási Szövetség létesítéséről
- 1025/1998. (III. 6.) Korm. határozat a köztisztviselők jogállásáról szóló 1992. évi XXIII. törvény hatálya alá tartozó szervek jegyzékéről szóló 1034/1992. (VII. 1.) Korm. határozat módosításáról
- 1026/1998. (III. 11.) Korm. határozat A hágai Nemzetközi Bíróságnak a Bős—Nagymarosi Vízlépcső-rendszer ügyében hozott ítélete végrehajtásával kapcsolatos magyar—szlovák tárgyalásokról
- 1027/1998. (III. 13.) Korm. határozat A közbiztonság javítása, a bűnözés visszaszorítása és az ország belső rendjének erősítése érdekében teendő intézkedésekről
- 1028/1998. (III. 13.) Korm. határozat A Közmunkatanács Hivatala vezetője részére államtitkári juttatások megállapításáról
- 1029/1998. (III. 13.) Korm. határozat A fertődi Esterházy-kastélyegyüttes helyreállítási és hasznosítási koncepciójáról
- 1030/1998. (III. 18.) Korm. határozat A Magyar Köztársaság Kiváló Művésze, a Magyar Köztársaság Érdemes Művésze és a Magyar Köztársaság Babérkoszorúja Díjak 1998. évi adományozásáról
- 1031/1998. (III. 27.) Korm. határozat Az Állami Privatizációs és Vagyonkezelő Részvénytársaság 1076/1995. (VIII. 8.) Korm. határozat mellékleteként kiadott Szervezeti és Működési Szabályzatának módosításáról
- 1032/1998. (III. 27.) Korm. határozat az IKARUS Járműgyártó Rt. tárgyalásos úton történő privatizációjáról
- 1033/1998. (III. 27.) Korm. határozat A budapesti Stadion Szálló állami tulajdonba kerüléséről és sportcélú felhasználásáról
- 1034/1998. (III. 27.) Korm. határozat Az Ido´´sebb Személyek Nemzetközi Éve megszervezéséről és annak költségeiről
- 1035/1998. (III. 27.) Korm. határozat A közbiztonság megszilárdításával kapcsolatos intézkedések pénzügyi fedezetének, valamint a Rendőrség gazdasági stabilizációja megteremtésének költségkihatásairól
- 1036/1998. (III. 27.) Korm. határozat A fővárosi Dél-Buda—Rákospalota metróvonal első — Etele tér—Baross tér közötti — szakasza megvalósításához szükséges hitelfelvételről és az állami garanciavállalásról
- 1037/1998. (III. 27.) Korm. határozat A hágai Nemzetközi Bíróság döntésével összefüggő kormányzati feladatok végrehajtásával kapcsolatos egyes szervezeti kérdésekről
- 1038/1998. (III. 31.) Korm. határozat Az 1998. évi országos választások lebonyolításának költségeiről szóló 1020/1998. (II. 25.) Korm. határozat módosításáról
- 1039/1998. (III. 31.) Korm. határozat a Kábítószerügyi Koordinációs Bizottság létrehozásáról
- 1040/1998. (III. 31.) Korm. határozat A szervezett, gazdasági jellegű bűnözés elleni hatékonyabb fellépés jogszabályi és anyagi feltételeinek megteremtéséről szóló 1077/1996. (VII. 16.) Korm. határozat módosításáról
- 1041/1998. (III. 31.) Korm. határozat a Nemzetközi Pikler Emmi Közalapítvány véglegesített Alapító Okiratának elfogadásáról

##### Április (1041−1053)
- 1042/1998. (IV. 1.) Korm. határozat a sportszervezetek köztartozásainak rendezéséről
- 1043/1998. (IV. 3.) Korm. határozat a MÁV Rt. német szövetségi hitelből történő motorkocsi-beszerzéséről
- 1044/1998. (IV. 3.) Korm. határozat a Dunai Vízlépcsőrendszerrel kapcsolatban előírt hatásvizsgálatok elvégzéséről
- 1045/1998. (IV. 3.) Korm. határozat a Kormány kabinetjeiről szóló 1069/1994. (VII. 29.) Korm. határozat és a Kormány ügyrendjéről szóló 1088/1994. (IX. 20.) Korm. határozat módosításáról
- 1046/1998. (IV. 8.) Korm. határozat a Postabank Rt. alaptőke-emelésében történő állami részvételről
- 1047/1998. (IV. 8.) Korm. határozat Az Állami Privatizációs és Vagyonkezelő Részvénytársaság Igazgatósága tagjának kinevezéséről
- 1048/1998. (IV. 8.) Korm. határozat Az Állami Privatizációs és Vagyonkezelő Részvénytársaság Felügyelő Bizottsága tagja megbízatásának megszűnéséről és új tag kinevezéséről
- 1049/1998. (IV. 8.) Korm. határozat Az energiahordozók beszerzéséhez kapcsolódó állami kezességvállalásról
- 1050/1998. (IV. 24.) Korm. határozat a polgári jogi kodifikációról
- 1051/1998. (IV. 24.) Korm. határozat A MAGYARSAT programmal kapcsolatos kormányhatározatok hatályon kívül helyezéséről
- 1052/1998. (IV. 29.) Korm. határozat A 2004. évi Labdarúgó Európa Bajnokság Ausztriával közös megrendezéséhez szükséges költségvetési forrás, valamint az UEFA által kért kormányzati garanciák biztosításáról
- 1053/1998. (IV. 29.) Korm. határozat A Magyar Villamos Művek Rt. vagyoni és tőkeszerkezetének rendezésével kapcsolatos intézkedésekről

##### Május (1054−1074)
- 1054/1998. (V. 6.) Korm. határozat a Magyar Köztársaság Kormánya és a Szlovén Köztársaság Kormánya között a közvetlen vasúti kapcsolat létesítéséről szóló egyezményről, valamint a kiemelt központi beruházás részbeni finanszírozásához szükséges hitel felvételéről
- 1055/1998. (V. 6.) Korm. határozat Foglalkoztatási tilalom alóli felmentésről
- 1056/1998. (V. 6.) Korm. határozat A forint valutakosárral szembeni árfolyamszintje 1998. évre megállapított havi leértékelési mértékének csökkentéséről
- 1057/1998. (V. 6.) Korm. határozat A Postabank Rt. alaptőke-emelésében történő állami részvételről szóló 1046/1998. (IV. 8.) Korm. határozat módosításáról
- 1058/1998. (V. 8.) Korm. határozat A közoktatás tankönyvellátásához 1998. évben szükséges állami kezességvállalásról
- 1059/1998. (V. 8.) Korm. határozat A 2000. évszámmal összefüggő informatikai feladatokról
- 1060/1998. (V. 15.) Korm. határozat Az 1999-ben felvehető államilag finanszírozott hallgatói összlétszámról
- 1061/1998. (V. 15.) Korm. határozat a Nemzetközi Pető András Közalapítványról szóló 1138/1995. (XII. 27.) Korm. határozat módosításáról
- 1062/1998. (V. 15.) Korm. határozat A Bábolna Mezőgazdasági Termelő, Fejlesztő és Kereskedelmi Rt. reorganizációja pénzügyi forrásának jóváhagyásáról
- 1063/1998. (V. 20.) Korm. határozat Az Állami Privatizációs és Vagyonkezelő Rt. erdőgazdasági portfoliójába tartozó társaságok reorganizációjának jóváhagyásáról
- 1064/1998. (V. 20.) Korm. határozat Az Északi Beruházási Bank által a Magyar Fejlesztési Bank Rt. részére nyújtandó hitelhez kapcsolódó állami garanciavállalásról
- 1065/1998. (V. 20.) Korm. határozat A VOLÁN gazdasági társaságok autóbusz rekonstrukciójának tulajdonosi támogatásáról
- 1066/1998. (V. 20.) Korm. határozat a Nitrokémia Rt. válságkezeléséről
- 1067/1998. (V. 20.) Korm. határozat a Simontornyai Bőrgyár Rt. csődeljárásának eredményes befejezése érdekében szükséges tulajdonosi intézkedésekről
- 1068/1998. (V. 20.) Korm. határozat A tartós állami tulajdonú agrártársaságok reorganizációjának jóváhagyásáról
- 1069/1998. (V. 20.) Korm. határozat Az Állami Privatizációs és Vagyonkezelő Rt. erdőgazdasági portfoliójába tartozó társaságok reorganizációjának jóváhagyásáról
- 1070/1998. (V. 22.) Korm. határozat a komáromi Monostori Erőd helyreállításának és hasznosításának programjáról
- 1071/1998. (V. 22.) Korm. határozat a hírközléspolitikáról
- 1072/1998. (V. 22.) Korm. határozat Az Országos Cigány Információs és Művelődési Központ létrehozásával kapcsolatos feladatokról
- 1073/1998. (V. 27.) Korm. határozat a borsodi acélipar reorganizációja befejezésével összefüggő intézkedésekről
- 1074/1998. (V. 27.) Korm. határozat az Európai Összehasonlító Kisebbségkutatások Közalapítvány, az Illyés Közalapítvány, a Magyarországi Cigányokért Közalapítvány, a Magyarországi Nemzeti és Etnikai Kisebbségekért Közalapítvány, valamint az Új Kézfogás Közalapítvány alapító okiratának módosításáról

##### Június (1075−1088)
- 1075/1998. (VI. 3.) Korm. határozat A Gerevich Aladár Nemzeti Sport Közalapítvány Alapító Okiratának módosításáról
- 1076/1998. (VI. 3.) Korm. határozat A Szabadságharcosokért Alapítvány Alapító Okiratának, valamint az 1047/1992. (IX. 10.) Korm. határozat módosításáról
- 1077/1998. (VI. 3.) Korm. határozat az Országos Közbiztonsági és Bűnmegelőzési Közalapítvány Alapító Okiratának módosításáról
- 1078/1998. (VI. 3.) Korm. határozat az 1956-os Magyar Forradalom Történetének Dokumentációs és Kutatóintézete Közalapítvány Alapító Okiratának módosításáról
- 1079/1998. (VI. 3.) Korm. határozat A Wesselényi Miklós Nemzeti Ifjúsági és Szabadidősport az Egészséges Életmódért Közalapítvány Alapító Okiratának módosításáról
- 1080/1998. (VI. 3.) Korm. határozat a Magyarországi Zsidó Örökség Közalapítvány Alapító Okiratának módosításáról
- 1081/1998. (VI. 3.) Korm. határozat a Teleki László Alapítvány Alapító Okiratának módosításáról
- 1082/1998. (VI. 3.) Korm. határozat az Országos Foglalkoztatási Közalapítvány, a Munkavédelmi Kutatási Közalapítvány, valamint a Nyitott Szakképzésért Közalapítvány alapító okiratainak módosításáról
- 1083/1998. (VI. 3.) Korm. határozat a Magyar Nemzeti Üdülési Alapítvány Alapító Okiratának módosításáról
- 1084/1998. (VI. 9.) Korm. határozat a hadigondozottak közalapítványa létrehozásáról szóló 1116/1994. (XII. 9.) Korm. határozat módosításáról és kiegészítéséről
- 1085/1998. (VI. 9.) Korm. határozat az Emberi Jogok Magyar Központja Közalapítvány Alapító Okiratának módosításáról
- 1086/1998. (VI. 11.) Korm. határozat a köztisztviselők jogállásáról szóló 1992. évi XXIII. törvény hatálya alá tartozó szervek jegyzékéről szóló 1034/1992. (VII. 1.) Korm. határozat módosításról
- 1087/1998. (VI. 16.) Korm. határozat a Nemzeti Kataszteri Program finanszírozásához szükséges állami kezességvállalásról
- 1088/1998. (VI. 16.) Korm. határozat a pártok támogatásának módosításáról

##### Július (1089−1107)
- 1089/1998. (VII. 15.) Korm. határozat a Kormány megalakulásával összefüggő hatásköri intézkedésekről
- 1090/1998. (VII. 15.) Korm. határozat a Kormány ügyrendjéről szóló 1088/1994. (IX. 20.) Korm. határozat módosításáról
- 1091/1998. (VII. 15.) Korm. határozat Az új kormányzati struktúra kialakításával kapcsolatos egyes feladatokért felelős kormánymeghatalmazott megbízásáról
- 1092/1998. (VII. 15.) Korm. határozat A Kormány megalakulásával összefüggő egyes feladatokról
- 1093/1998. (VII. 23.) Korm. határozat A hágai Nemzetközi Bíróságnak a Bős-Nagymarosi Vízlépcső-rendszer ügyében hozott ítélete végrehajtásával kapcsolatos sürgős intézkedésekről
- 1094/1998. (VII. 23.) Korm. határozat A társadalombiztosítás igazgatási szerveinek irányításával kapcsolatos kormányzati feladatok ellátásáról
- 1095/1998. (VII. 23.) Korm. határozat Az Országos Egészségbiztosítási Pénztár főigazgatójának felmentéséről
- 1096/1998. (VII. 24.) Korm. határozat A közoktatás tankönyvellátásához 1998. évben szükséges állami kezességvállalásról szóló 1058/1998. (V. 8.) Korm. határozat módosításáról
- 1097/1998. (VII. 24.) Korm. határozat A szervezett bűnözés elleni jogalkotási feladatokról
- 1098/1998. (VII. 29.) Korm. határozat Államtitkári juttatás visszavonásáról
- 1099/1998. (VII. 29.) Korm. határozat államtitkári juttatások biztosításáról
- 1100/1998. (VII. 29.) Korm. határozat Az 1998 októberében megtartásra kerülő helyi és kisebbségi önkormányzati választások lebonyolításához szükséges forrás biztosításáról
- 1101/1998. (VII. 29.) Korm. határozat A hivatásos önkormányzati tűzoltóságok technikai fejlesztéséhez szükséges költségvetési források 1998. évi biztosításáról
- 1102/1998. (VII. 31.) Korm. határozat az Állami Privatizációs és Vagyonkezelő Részvénytársaság Alapító Okiratának módosításáról és egységes szerkezetbe foglalásáról
- 1103/1998. (VII. 31.) Korm. határozat Az Állami Privatizációs és Vagyonkezelő Részvénytársaság szervezeti és működési szabályzatáról szóló 1076/1995. (VIII. 8.) Korm. határozat módosításáról
- 1104/1998. (VII. 31.) Korm. határozat Az Állami Privatizációs és Vagyonkezelő Részvénytársaság Igazgatóságának és vezérigazgatójának felmentéséről
- 1105/1998. (VII. 31.) Korm. határozat az Állami Privatizációs és Vagyonkezelő Részvénytársaság új Igazgatóságának és elnök-vezérigazgatójának kinevezéséről
- 1106/1998. (VII. 31.) Korm. határozat az ÁPV Rt. Felügyelő Bizottsága elnökének kinevezéséről
- 1107/1998. (VII. 31.) Korm. határozat Az Országos Egészségbiztosítási Pénztár fo´´igazgatójának kinevezéséről

##### Augusztus (1108−1110)
- 1108/1998. (VIII. 13.) Korm. határozat a Kormány kabinetjeiről
- 1109/1998. (VIII. 15.) Korm. határozat a Kormánynak a Budapesti Agglomeráció Fejlesztési Tanácsba és a Balaton Fejlesztési Tanácsba kinevezett képviselője felmentéséről
- 1110/1998. (VIII. 25.) Korm. határozat a hágai Nemzetközi Bíróság Dunával kapcsolatos döntéséből adódó kormányzati feladatok koordinációjának felülvizsgálatáról

##### Szeptember (1111−1125)
- 1111/1998. (IX. 9.) Korm. határozat az Állami Privatizációs és Vagyonkezelő Részvénytársaság új Igazgatósága további tagjainak kinevezéséről
- 1112/1998. (IX. 9.) Korm. határozat Kormánybiztos kinevezéséről
- 1113/1998. (IX. 9.) Korm. határozat A forint valutakosárral szembeni árfolyamszintje 1998. évre megállapított havi leértékelési mértékének további csökkentéséről
- 1114/1998. (IX. 11.) Korm. határozat az Állami Privatizációs és Vagyonkezelő Rt. Felügyelő Bizottsága tagjainak kinevezéséről
- 1115/1998. (IX. 18.) Korm. határozat Magyarország ezeréves államiságának, valamint a kereszténység felvételének ezredik évfordulója megünneplésével kapcsolatos feladatokról
- 1116/1998. (IX. 18.) Korm. határozat államtitkári juttatások biztosításáról
- 1117/1998. (IX. 18.) Korm. határozat a Kormány által alapított közalapítványok és alapítványok kormányzati felelőseinek kijelöléséről
- 1118/1998. (IX. 25.) Korm. határozat a kincstári vagyonért felelős miniszter kijelöléséről
- 1119/1998. (IX. 30.) Korm. határozat A kormányzati ifjúsági és sportfeladatok átmeneti ellátásával kapcsolatos egyes kérdésekről
- 1120/1998. (IX. 30.) Korm. határozat Az Ifjúsági és Sportminisztérium létrehozásával kapcsolatos feladatokról
- 1121/1998. (IX. 30.) Korm. határozat a Közoktatási Modernizációs Közalapítvány alapító okiratának módosításáról
- 1122/1998. (IX. 30.) Korm. határozat a volt egyházi ingatlanok tulajdoni helyzetének rendezéséről szóló 1991. évi XXXII. törvény alapján felállított egyeztető bizottság elnökének megbízásáról
- 1123/1998. (IX. 30.) Korm. határozat A Balaton ökológiai állapotának védelmére és a vízminőség javítására vonatkozó intézkedési tervről szóló 1068/1996. (VI. 21.) Korm. határozat felülvizsgálatáról
- 1124/1998. (IX. 30.) Korm. határozat A Miskolc Megyei Jogú Város Önkormányzat tulajdonában lévő kórházak rekonstrukciójának támogatásáról szóló 1013/1998. (II. 4.) Korm. határozat hatályon kívül helyezéséről
- 1125/1998. (IX. 30.) Korm. határozat a Budapesti Agglomeráció Fejlesztési Tanácsba a Kormány képviselőjének kinevezéséről

##### Október (1126−1138)
- 1126/1998. (X. 1.) Korm. határozat Az Alkotmánybíróság gázközmű-vagyon önkormányzati tulajdonba adását érintő határozatából adódó feladatokról
- 1127/1998. (X. 2.) Korm. határozat a milleniumi kormánybiztos kinevezéséről
- 1128/1998. (X. 6.) Korm. határozat a Kormány kabinetjeiről szóló 1108/1998. (VIII. 13.) Korm. határozat módosításáról
- 1129/1998. (X. 6.) Korm. határozat egyes kormányhatározatok hatályon kívül helyezéséről
- 1130/1998. (X. 6.) Korm. határozat a Miniszterelnöki Hivatal átalakításával összefüggő egyes kormányhatározatok felülvizsgálatáról és a további feladatokról
- 1131/1998. (X. 6.) Korm. határozat az 1956-os Magyar Forradalom Történetének Dokumentációs és Kutatóintézete Közalapítvány Alapító Okiratának módosításáról
- 1132/1998. (X. 9.) Korm. határozat az Állami Privatizációs és Vagyonkezelő Rt. Felügyelő Bizottsága tagjának kinevezéséről
- 1133/1998. (X. 9.) Korm. határozat a közigazgatás korszerűsítése kormánybiztosának felmentéséről
- 1134/1998. (X. 28.) Korm. határozat egyes kormányhatározatok módosításáról
- 1135/1998. (X. 30.) Korm. határozat A Nemzeti Információs Infrastruktúra Fejlesztési Programról
- 1136/1998. (X. 30.) Korm. határozat a Kormány kabinetjeiről szóló 1108/1998. (VIII. 13.) Korm. határozat módosításáról
- 1137/1998. (X. 30.) Korm. határozat az Állami Privatizációs és Vagyonkezelő Rt. Felügyelő Bizottsága tagjának kinevezéséről
- 1138/1998. (X. 30.) Korm. határozat a minisztériumokban kinevezhető helyettes államtitkárok számáról

##### November (1139−1150)
- 1139/1998. (XI. 6.) Korm. határozat A társadalombiztosítási járulék beszedésével foglalkozó szervezeteknek az állami adóhatóság szervezetébe történő integrálásával összefüggő feladatokról
- 1140/1998. (XI. 6.) Korm. határozat A forint árfolyamszintjét meghatározó valutakosár összetételének megváltoztatásáról és a forint valutakosárral szembeni árfolyamszintjének 1999. évre vonatkozó havi leértékelési mértékéről
- 1141/1998. (XI. 6.) Korm. határozat A Nemzeti Színház új helyszínen történő felépítésével összefüggő feladatokról
- 1142/1998. (XI. 11.) Korm. határozat A választási irodák 1998. október 18-i általános helyi és kisebbségi önkormányzati választásokkal összefüggő többletmunkájának anyagi elismeréséről
- 1143/1998. (XI. 13.) Korm. határozat a hatósági áras energiahordozók áremelésével összefüggő lakossági kompenzáció rendszeréről
- 1144/1998. (XI. 18.) Korm. határozat A lakásszövetkezeti szabályozással kapcsolatos egyes kérdésekről szóló 1001/1998. (I. 12.) Korm. határozat hatályon kívül helyezéséről
- 1145/1998. (XI. 18.) Korm. határozat Az Europalia ’99 Hungaria Fesztivállal kapcsolatos kormányzati feladatokról
- 1146/1998. (XI. 23.) Korm. határozat a központi hőellátó berendezések társasházi tulajdonba adásáról
- 1147/1998. (XI. 23.) Korm. határozat a Dél-Buda-Rákospalota metróvonal első szakasza megépítésével kapcsolatos kormányhatározatok hatályon kívül helyezéséről
- 1148/1998. (XI. 27.) Korm. határozat A helyi önkormányzatok 1999. évi új címzett támogatásának előkészítéséről
- 1149/1998. (XI. 27.) Korm. határozat a Magyarországon 1998. március 1-jétől ideiglenes menedéket élvező külföldiek helyzetének rendezéséről
- 1150/1998. (XI. 27.) Korm. határozat a Hadigondozottak Közalapítványa létrehozásáról szóló 1116/1994. (XII. 9.) Korm. határozat módosításáról és kiegészítéséről

##### December (1151−1170)
- 1151/1998. (XII. 1.) Korm. határozat a millenniumi kormánybiztos tekintetében a munkáltatói jogkör gyakorlójának kijelöléséről, valamint államtitkári juttatások biztosításáról
- 1152/1998. (XII. 1.) Korm. határozat a Magyar Millennium megünneplésének irányelveiről
- 1153/1998. (XII. 4.) Korm. határozat államtitkári juttatások biztosításáról
- 1154/1998. (XII. 4.) Korm. határozat az Európai Szociális Kartával kapcsolatos egyes feladatokkal foglalkozó Tárcaközi Bizottság felállításáról szóló 1049/1991. (X. 29.) Korm. határozat módosításáról
- 1155/1998. (XII. 9.) Korm. határozat a Postabank Rt. és a Magyar Fejlesztési Bank Rt. helyzetének, valamint az önkormányzatokat megillető gázközművagyon rendezése érdekében szükséges állami intézkedésekről
- 1156/1998. (XII. 9.) Korm. határozat A konzervipar finanszírozási problémáinak enyhítéséről, a konzervgyárak hitelezésének elősegítéséről
- 1157/1998. (XII. 9.) Korm. határozat Az Oktatási Minisztérium felügyelete alá tartozó állami felsőoktatásban végrehajtandó intézményi integráció elveiről
- 1158/1998. (XII. 17.) Korm. határozat a gázközművagyon önkormányzati tulajdonba adásával összefüggő további feladatokról
- 1159/1998. (XII. 17.) Korm. határozat a Magyarországi Református Egyház, a Magyarországi Evangélikus Egyház, a Magyarországi Baptista Egyház, valamint a Budai Szerb Ortodox Egyházmegye és a Kormány között megkötendő megállapodásokról
- 1160/1998. (XII. 17.) Korm. határozat az 1991. évi XXXII. törvény alapján az egyházak által igényelt és rendezésre javasolt ingatlanról, valamint egyes kormányhatározatok módosításáról
- 1161/1998. (XII. 17.) Korm. határozat a mikro-, kis- és középvállalkozások fejlesztésének középtávú stratégiájáról
- 1162/1998. (XII. 17.) Korm. határozat a Határon Túli Magyar Oktatásért Apáczai Közalapítvány létrehozásáról
- 1163/1998. (XII. 19.) Korm. határozat a falugazdász-hálózatról
- 1164/1998. (XII. 23.) Korm. határozat az Illyés Közalapítvány Alapító Okiratának módosításáról
- 1165/1998. (XII. 29.) Korm. határozat a Reorg-Apport Rt. által kibocsátandó kötvények tőkeösszegének és kamatainak megfizetéséhez nyújtott állami kezességvállalásról
- 1166/1998. (XII. 30.) Korm. határozat Az 1999. évi foglalkoztatáspolitikai irányelvekről
- 1167/1998. (XII. 30.) Korm. határozat a köztisztviselők jogállásáról szóló 1992. évi XXIII. törvény hatálya alá tartozó szervek jegyzékéről szóló 1034/1992. (VII. 1.) Korm. határozat módosításáról
- 1168/1998. (XII. 30.) Korm. határozat Államtitkári juttatások biztosításáról
- 1169/1998. (XII. 30.) Korm. határozat Az 1999. évi tavaszi gabonavetési hitelekhez biztosított állami kezességvállalásról
- 1170/1998. (XII. 30.) Korm. határozat az egyes hitelekre kötelezettségvállalásról és költségtérítés fizetéséről